# Slaget vid Fraustadt
Slaget vid Fraustadt var ett fältslag som ägde rum den 3 februari 1706 (enligt den svenska kalendern; 2 februari enligt den julianska och 13 februari enligt den gregorianska) vid staden Fraustadt i Polsk-litauiska samväldet (dagens Wschowa i Polen), i samband med den svenske kungen Karl XII:s fälttåg i Polen mellan 1701 och 1706 under stora nordiska kriget. Det stod mellan en svensk armékår under befäl av general Carl Gustaf Rehnskiöld och en sachsisk-rysk armé under befäl av general Johann Matthias von der Schulenburg.
Efter ett fem år långt fälttåg i Polen hade Karl XII intagit flera polska städer och tvingat den polske kungen August II att abdikera från sin tron i Polen till förmån för adelsmannen Stanisław Leszczyński. August II hade fortfarande makt från sitt kurfurstendöme Sachsen, och med hjälptrupper från sin bundsförvant Peter I och Ryssland gjorde August II upp en krigsplan i syfte att omringa och förinta Karl XII:s huvudarmé. Efter att Karl XII fick underrättelser om de sachsisk-ryska planerna gjorde han en ilmarsch för att isolera den ryska armén vid staden Grodno, och avdelade en armékår under general Rehnskiölds befäl till att bevaka Polens västra gräns.
August II ville ändå fullfölja krigsplanen, och i februari 1706 skickade han från Sachsen en armé på 20 000 soldater under Schulenburgs befäl mot Rehnskiölds armékår på 9 400 man, i syfte att besegra den och senare förena sig med de ryska trupperna vid Grodno. Rehnskiöld genomförde en krigslist i syfte att lura Schulenburg till en mer fördelaktig terräng för sitt kavalleri. Den 13 februari möttes arméerna utanför Fraustadt, där det svenska kavalleriet jagade bort det sachsiska kavalleriet och Rehnskiöld i samarbete med de svenska fotsoldaterna lyckades omringa och fullständigt krossa det sachsisk-ryska infanteriet. Tre fjärdedelar av armén stupade eller tillfångatogs efter slaget, medan de svenska förlusterna uppskattades till runt 1 400 soldater. Med hotet från August II avvärjt kunde Karl XII jaga bort de ryska trupperna vid Grodno, och i september tågade han in i Sachsen och tvingade August att sluta fred med Sverige.
Slaget vid Fraustadt blev en av Sveriges största segrar under stora nordiska kriget. Rehnskiölds taktik under slaget har jämförts med taktiken "dubbel omfattning", som fältherren Hannibal använde under slaget vid Cannae. I eftervärlden har slaget blivit ökänt för en massaker som ska ha drabbat de ryska krigsfångarna efter slaget, något som historiker har haft delade meningar om.

## Bakgrund
Den 12 februari 1700 inleddes stora nordiska kriget i och med att Polens kung och Sachsens kurfurste August (II) den starke och hans sachsiska trupper korsade floden Düna och belägrade staden Riga i den svenska provinsen Livland. Samtidigt med August II:s angrepp beordrade kung Fredrik IV av Danmark sina danska trupper att invadera hertigdömet Holstein-Gottorp, Sveriges bundsförvant sedan flera år tillbaka. Ryssland bröt freden först i augusti samma år. I september invaderade ryska trupper under tsar Peter I den svenska provinsen Ingermanland och inledde en belägring av Narva i Estland. Dessa tre länder hade i hemlighet enats om en gemensam pakt som gick ut på att anfalla Sverige från tre fronter, och vart och ett hade som syfte att vinna tillbaka de landområden som förlorats till Sverige under tidigare krig.
Den svenska armén under kung Karl XII:s befäl avvärjde först det danska hotet genom en framgångsrik landstigning vid Humlebæk på Själland den 25 juli 1700, vilket tvingade Fredrik IV att dra sig ur kriget den 8 augusti samma år under freden i Traventhal. Därefter tvingades ryssarna utrymma Ingermanland efter deras förkrossande nederlag mot Karl XII:s huvudarmé i slaget vid Narva den 20 november. Året efter den 9 juli slog Karl XII en allierad sachsisk-polsk-rysk armé i slaget vid Düna, varefter han beslutade att invadera Polen för att avsätta kung August II som polsk kung. Under åren 1702 och 1704 mötte August II flera militära motgångar mot Karl XII, vilket ledde till att svenskarna kunde erövra både Warszawa och Kraków. Invasionen av Polen skedde samtidigt som det spanska tronföljdskriget bröt ut, vilket engagerade nästan hela Västeuropa och översteg det stora nordiska kriget i betydelse. Europas makter, som var upptagna av sina egna konflikter, kunde inte stödja Sverige, och Karl XII klargjorde att invasionen enbart berodde på svenska intressen. Invasionen försvagade dock de antifranska styrkorna, i synnerhet den tysk-romerske kejsarens makt, eftersom Sachsen behövde sina trupper i Polen. Frankrike gynnades av den svenska närvaron nära de kejserliga arvländerna, vilket skapade osäkerhet bland de tyska furstehusen. Flera rykten cirkulerade också om att Karl XII hade planer på ett nytt religionskrig i Europa.
Efter flera sachsiska nederlag i slagen vid Kliszów, Pułtusk och Thorn, lyckades August II med hjälp av Peter I ingå ett nytt alliansfördrag som säkrade ryskt stöd i form av hjälptrupper och ekonomiska bidrag. Denna allians, förmedlad av den landsflyktige livländske adelsmannen Johann Patkul, syftade till att slå tillbaka mot svenskarna i Polen och rädda Livland från svensk kontroll. Samtidigt, i ett försök att få bort August från makten, stöttade Karl XII och hans allierade den polska konfederationen i deras krav på Augusts avsättning. Karl XII nominerade prins Jakob Sobieski som ny kung, vilket ledde till förhandlingar om en ny kung för Polen. Dessa förhandlingar, ledda av general Arvid Horn, var dock fyllda med komplikationer på grund av inblandning av den mäktige kardinalprimas Michał Stefan Radziejowski, som motsatte sig svensk inblandning och ville bevara polsk självständighet i valet av kung. Efter månader av förhandlingar och politisk manövrering lyckades Karl XII och Horn genomföra valet av vojvoden Stanisław Leszczyński som Polens nya kung i juli 1704. Valet, som övervakades av svenska trupper, betraktades som en svensk framgång men skapade en regering som helt och hållet var beroende av den svenska arméns stöd. Stanisław Leszczyński hade dock varken militära eller ekonomiska resurser och erkändes endast av Sverige som Polens kung.
Samtidigt hade August genomfört en oväntad militär operation. Genom att mobilisera en armé på 25 000 sachsiska, polska, litauiska och ryska soldater marscherade han mot Warszawa och återerövrade staden med relativt lite motstånd i augusti 1704. Denna seger, kombinerad med stöd från den ryske tsaren, stärkte tillfälligt Augusts position och underminerade den nyvalda regimens legitimitet under Stanisław Leszczyński. Många polska adelsmän övergav snabbt den svenska sidan och återvände till Augusts läger. Karl XII, som var upptagen med ekonomiska och militära operationer i södra Polen, blev överraskad av Augusts framgångar och insåg sent att hans egna planer för att konsolidera makten i Polen hotades. Situationen visade på svårigheterna i att upprätthålla kontroll över Polen och vikten av att snabbt avsluta konflikten för att kunna vända uppmärksamheten mot det ryska hotet i de svenska Östersjöprovinserna. Händelserna visade också de skarpa kontraster som präglade kriget: medan Karl XII och hans generaler fokuserade på långsiktiga strategiska mål, utnyttjade August möjligheterna till snabba och överraskande framsteg, vilket ledde till ett tillfälligt återupplivande av hans makt i Polen.

### Svenskt tvåfrontskrig

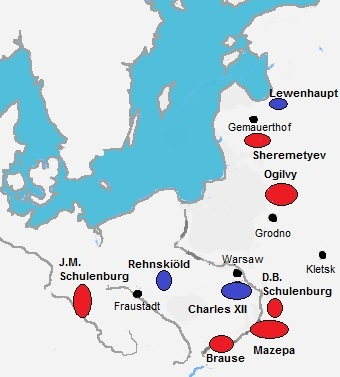
Truppförhållandena under slutet av 1705. De sachsisk-ryska trupperna representeras med röd färg och de svenska trupperna med blå färg.

Den svenska huvudarmén under Karl XII:s ledning hade under 1704 och 1705 genomgått en intensiv period av omstrukturering och förberedelser inför fortsatta strider, särskilt efter de långa marscherna och hårda fälttågen i Polen. Många svenska förband, inklusive Närke-Värmlands och Västerbottens regementen, hade genomfört långa och utmattande marscher genom Polen, vilket ledde till behovet av vila och återhämtning. När huvudarmén under sommaren 1705 slog vintervkarter vid Rawicz i Storpolen hade trupperna förstärkts med nyrekryteringar, nya vapen och uniformer, medan kavalleriet tränades enligt ett nytt excersisreglemente. Trots detta var de svenska resurserna begränsade och leveranserna från Sverige försenade, vilket förlängde uppehållet vid Rawicz. Det politiska och militära läget var samtidigt mycket komplicerat. Sverige stod inför ett tvåfrontskrig mot både Ryssland och Sachsen. Medan Karl XII och hans armé stred i Polen, fortsatte de ryska angreppen på Östersjöprovinserna, vilket resulterade i förluster som Ingermanland och Narva. I Polen hade Sverige dock lyckats med flera viktiga mål, inklusive avsättningen av August II och installationen av Stanislaw Leszczynski som en svensk marionettkung. Trots dessa framgångar förblev situationen instabil, då många polska stormän var opålitliga och deras lojalitet skiftade beroende på krigslyckan.
Den svenska strategin under 1705 stod inför svåra val: att antingen fortsätta att stödja Stanislaw i Polen eller att vända sig mot Ryssland för att försvara Östersjöprovinserna. Ett annat alternativ som övervägdes var en svensk invasion av Sachsen för att neutralisera Augusts hot från väster. Men detta skulle innebära att lämna Polen sårbart för ryska invasioner. Samtidigt ökade trycket från andra europeiska makter, särskilt efter den antifranska alliansens seger i slaget vid Blenheim 1704, vilket fick Danmark och Preussen att överväga att ingripa mot Sverige. De svenska förhandlingarna med Preussen för att säkra en allians gick trögt, eftersom Preussen hade egna territoriella ambitioner i Polen och Sverige inte kunde erbjuda tillräckliga garantier för att tillfredsställa dessa krav. Detta ledde till att Preussen förblev en potentiell fiende, och Sverige fortsatte att stå isolerat. Den svenska positionen försvårades ytterligare av yttre hot, särskilt från Danmark, som länge hade väntat på en chans att återinträda i det stora nordiska kriget, och från Preussen, vars diplomatiska förhandlingar med Ryssland och Sachsen förvärrade situationen.
Under tiden smiddes planer mellan Ryssland och Sachsen för att gemensamt besegra Karl XII:s styrkor i Polen, där deras mål var att locka den svenska armén i en fälla genom att kombinera sina styrkor i ett avgörande slag. Den svenska armén tillbringade första halvan av 1705 nära Rawicz för att säkra kröningen av Stanisław Leszczyński. De allierade ryska, sachsiska och polska trupperna kraftsamlades i Litauen för en gemensam offensiv mot svenskarna. De allierade bestod av fyra kontingenter: den ryska huvudarmén på 50 000 man under fältmarskalk Georg Benedikt von Ogilvy nära Polotsk, 8 000 ryssar och 10 000 litauer lojala mot August II nära Vilnius, omkring 6 000 polacker och 3 500 sachsare under general Otto Arnold Paijkull i Brest-Litovsk, samt 20 000 kosacker under hetman Ivan Mazepa i Volynien. I Sachsen mobiliserades den sachsiska huvudarmén på 20 000 man under general Johann Matthias von der Schulenburg. De allierade hade därmed en massiv fördel med nästan 120 000 man mot de 35 000 svenskar och 10 000 polacker och litauer som fanns i Polen under Karl XII, samt ytterligare 6 000 svenskar under generallöjtnant Adam Ludwig Lewenhaupt i Kurland. I mars 1705 höll den ryske fältmarskalken Boris Sjeremetev ett möte med Paijkull för att enas om en gemensam strategi för kampanjen. Strategin grundade sig på en plan utvecklad av Johann Patkul redan 1703, som syftade till att neutralisera den svenska armén. Planen var att locka Karl XII och den svenska huvudarmén österut mot Brest-Litovsk, där de skulle mötas av de kombinerade ryska och sachsiska trupperna, medan den sachsiska huvudarmén skulle anfalla svenskarna bakifrån. Ett kompromissbeslut togs om att Sjeremetev skulle engagera Lewenhaupt samtidigt som Ogilvy marscherade mot den befästa staden Grodno.
I början av juli 1705 inleddes de sachsisk-ryska planerna med att Sjeremetev marscherade mot Lewenhaupt i Kurland. Den 26 juli möttes arméerna i slaget vid Gemauerthof där ryssarna besegrades, men Lewenhaupt drog sig tillbaka till Riga på grund av egna förluster, vilket lämnade Kurland öppet för Peter I att ockupera. Detta säkrade ryggen på Ogilvys armé, som var på väg mot Grodno. Fem dagar senare, den 31 juli, nådde Paijkull Warszawas utkanter och försökte avbryta Stanisław Leszczyńskis kröning i ett överraskningsanfall. De svenska styrkorna under generallöjtnant Carl Nieroth, som försvarade staden, vann en avgörande seger och tillfångatog Paijkull samt hemliga dokument som avslöjade en möjlig rysk attack mot Warszawa. Efter att ha fått denna information vid Rawicz, marscherade Karl XII den 29 juli närmare Warszawa för att skydda staden tills Leszczyńskis kröning var avslutad. Den 15 september tog Peter I staden Mitau i Kurland. Trots vissa framgångar för de allierade, fullbordades Leszczyńskis kröning den 4 oktober. Senare, den 25 oktober, försökte de allierade förstöra bron över floden Weichsel från Warszawa till Praga för att bromsa de svenska truppernas rörelser, men attacken avvärjdes. En månad senare, den 28 november, slöts fred mellan Sverige och Polen, vilket stärkte Sveriges position i Polen. Karl XII kunde nu marschera mot den ryska armén under Ogilvy, vars 28 000 trupper var stationerade vid Grodno. Efter förseningar på grund av dåligt väder, bröt Karl XII upp från sitt vinterkvarter i Blónie den 9 januari 1706 och närmade sig Grodno med en armé på 30 000 svenska och polska soldater. Karl XII genomförde en snabb vintermarsch som överraskade de allierade och nådde Grodno den 24 januari, vilket tvingade fienderna att stanna kvar i staden.
Samtidigt som Karl XII och huvudarmén marscherade österut i juli 1705, stannade general Carl Gustaf Rehnskiöld kvar i västra Storpolen med en mindre armékår. Rehnskiöld var en central figur i den svenska krigsledningen under Karl XII och var känd för sin hårda men rättvisa framfart, särskilt i Polen, där han jämfördes med Alexander den stores general Parmenion. Han var även drivande i utvecklingen av den karolinska stridstaktiken, som betonade snabb och offensiv krigföring med starka bataljonsformationer, och blev en viktig militär rådgivare och mentor för Karl XII. Rehnskiölds uppdrag med sin armékår var att bevaka den sachsiska huvudarmén under Schulenburg, som hotade att invadera Polen via den kejserliga provinsen Schlesien. Denna armékår, som samlades i Meseritz vid floden Obra nära den preussiska gränsen, bestod av fem infanteriregementen, tre kavalleriregementen och fem dragonregementen, sammanlagt omkring 10 000 man.

### Sachsisk mobilisering och svensk spaningsverksamhet
För general Rehnskiöld var det en komplex och utmanande uppgift att samordna och förflytta olika svenska regementen med begränsad kommunikation via kurirer. Trots dessa hinder lyckades han samla trupperna och inledde en intensiv spanings- och spionverksamhet för att förstå fiendens rörelser, särskilt den sachsiska arméns sammandragningar vid staden Guben i nordöstra Sachsen under augusti 1705. Sachsarnas aktiviteter i Guben väckte oro hos svenskarna, då staden oftast hade fungerat som utgångspunkt för deras militära operationer mot Polen. Rehnskiöld intensifierade sina insatser för att få mer exakt information om sachsarnas intentioner, vilket ledde till en strid ström av rapporter från spioner och desertörer. Det fanns dock motstridiga uppgifter om sachsarnas planer, vilket skapade stor osäkerhet inom den svenska ledningen. Denna osäkerhet tvingade Rehnskiöld att vidta försiktighetsåtgärder och förbereda sina trupper för en eventuell sachsisk attack, samtidigt som han arresterade misstänkta spioner och försökte sortera de olika underrättelserna.
Under denna period utgjorde generalmajorerna Arvid Axel Mardefelt och Alexander Hummerhielm Rehnskiölds närmaste och mest betrodda rådgivare. Trots sin fysiska försvagning och ledvärkssjukdom upprätthöll Mardefeld en imponerande viljestyrka. Mardefelt var känd för sin orubbliga beslutsamhet och krigserfarenhet, medan Hummerhielm var uppskattad för sin strategiska insikt och ledarskap. Tillsammans med Rehnskiöld diskuterade de den strategiska situationen och beslutade att förflytta armén från Meseritz till Bentschen för att bättre kunna övervaka och möta en eventuell sachsisk invasion. Trots intensiva förberedelser och fortsatt spaning visade sig de initiala rapporterna om en förestående sachsisk invasion vara överdrivna. I stället handlade sachsarnas rörelser om interna omflyttningar och inkvarteringsproblem inom deras eget territorium, vilket förvillade de svenska spejarna. Detta ledde till att Rehnskiöld och hans stab felbedömde situationen, även om de fortsatte att noggrant övervaka sachsarnas rörelser för att kunna reagera snabbt om läget skulle förändras.
Den sachsiska huvudarmén under Schulenburgs ledning hade snabbt mobiliserats efter August II:s uppbrottsorder den 10 januari 1706. Schulenburg var en rutinerad militär ledare; genom sina strider mot svenskarna vid Kliszów, Posen och Punitz hade Schulenburg lyckats utmärka sig som en modig och kompetent officer och åtnjuta sig av August II:s förtroende. Optimismen i Sachsen var stor, både bland militära ledare och befolkningen, då man trodde att man snart skulle kunna besegra Rehnskiölds armékår och därmed bana väg för en bredare seger mot Karl XII och hans allierade. Denna optimism hade dock lett till att viktiga förberedelser för kampanjen försummats. Proviantförråden var otillräckliga och armén hade inte ens en ordentlig krigskassa för att betala soldaternas löner. Armén som Schulenburg skulle leda inkluderade 20 000 soldater samt ett stort antal civil personal. Soldaterna var av blandad kvalitet och rekryteringen hade varit en svår process under hela kriget. Många soldater hade rekryterats under tvivelaktiga och motvilliga omständigheter, som i fallet med schweizaren Christoph Gassmann, en hantverkarlärling som tvingades in i tjänst efter att ha blivit infångad av en sachsisk värvningspatrull. Gassmanns historia exemplifierade hur desperat den sachsiska armén var i sitt behov av nya rekryter.
De ekonomiska problemen i Sachsen förvärrades av det krävande kriget. August hade vid flera tillfällen beordrat rådsmännen i Dresden att skaffa fram fler soldater, oftast genom tvångsrekrytering. Dessa metoder var impopulära och möttes med motstånd från befolkningen, vilket försvårade mobiliseringen ytterligare. Trots dessa utmaningar och brister i förberedelserna fortsatte armén sin marsch mot öst, med stora förväntningar om snara militära framgångar. Kriget hade tärt hårt på armén, som ständigt behövde reorganiseras på grund av de stora förlusterna och den svåra rekryteringssituationen. Det stora nordiska kriget fortsatte att ställa oerhörda krav på de stridande parterna, och Sachsen befann sig i en alltmer pressad situation. Schulenburgs armé hade varierade krigserfarenheter. De flesta soldaterna, inklusive utländska enheter som fransmän, schweizare och ryssar, hade flera års erfarenhet i sina hemländers arméer innan de gick i sachsisk tjänst. Exempelvis hade regementet Malleraque tjänstgjort i 2-4 år i den franska armén innan de övergick till Sachsen. Även om vissa enheter som dragonerna hade många nya rekryter, var dessa inte nödvändigtvis oerfarna; flera hade tidigare tjänstgöring bakom sig. Ett större problem för armén var de unga och oerfarna officerarna, särskilt på kompaninivå. Dessa officerare hade svårt att upprätthålla disciplin och leda trupperna effektivt, vilket kunde få förödande konsekvenser i strid. Den bristande tilliten mellan officerare och manskap var också ett bekymmer, vilket blev tydligt under en incident med Johann Patkul, som sedan 1704 tjänstgjorde som befälhavare över den ryska hjälpkåren på ursprungligen 7 000 man. Patkul hamnade i konflikt med de sachsiska myndigheterna över försörjningen av ryska trupper. Han utnyttjade situationen för att försöka överföra den ryska kåren till kejserlig tjänst, ett agerande som var ett uppenbart förräderi mot både Sachsen och Ryssland. Patkul arresterades slutligen av Schulenburg själv och fördes till fästningen Sonnenstein, vilket skapade ytterligare spänningar inom armén, särskilt bland den ryska kåren.
Den 28 januari 1706 inledde Schulenburgs armé sin marsch österut mot Polen från staden Sorau i nordöstra Sachsen. Under marschen genom Schlesien möttes armén av stora logistiska utmaningar. Efter en svår övergång av floden Oder, där isen brast och orsakade fördröjningar och olyckor, var armén utmattad och tvingades slå kvarter vid byn Boyadel. Schulenburg beslutade att ge trupperna en vilodag för att återhämta sig innan marschen fortsatte. Trots de utmaningar som armén stod inför, fortsatte fälttåget med nya order från Schulenburg om att förfölja general Rehnskiölds armékår. Men de dåliga förhållandena och bristen på proviant och hästfoder gjorde att situationen för armén var långt ifrån idealisk. Med detta i åtanke skickade Schulenburg ut kavalleriförband för att spana efter svenskarna och få information om deras rörelser och styrka.

## Rehnskiölds krigslist
Den 1 februari 1706 marscherade den sachsiska armén, ledd av general Schulenburg, från Boyadel mot staden Schlawa. Armén marscherade i en lång kolonn, där varje enhet hade en tydlig slagordning. Den första kavallerikåren bildade avantgardet, tätt följt av den första infanterikåren. Därefter kom andra och tredje infanterikårerna, den senare med ryska hjälptrupper. Artilleriet och trossen följde, medan den andra kavallerikåren bildade arriärgardet. Den färgsprakande och imponerande synen av de sachsiska trupperna väckte stor uppmärksamhet bland lokalbefolkningen. Arméns framryckning var dock svår på grund av terrängen och de många vattendragen som de var tvungna att korsa. Samtidigt hade svenskarna positionerat sig för att möta sachsarna. Medan Schulenburgs armé förskansade sig vid Schlawa, nåddes Schulenburg av rapporter om svenska spaningsavdelningar i närheten. Detta ledde till att hans armé snabbt drog sig samman och ställde upp för strid i rektangulära formationer på en ås utanför staden.
Rehnskiöld stod inför en komplicerad situation med Schulenburgs armé, som befann sig i Schlesien och hotade att tåga in i Polen eller återvända till Sachsen. Rehnskiöld insåg att han behövde agera snabbt och beslöt sig för att försöka lura Schulenburg ur hans starka position genom att iscensätta en falsk reträtt. Planen var att låtsas fly österut med hela den svenska armén, vilket skulle ge intrycket att svenskarna hade panik och försökte undkomma. Rehnskiöld hoppades att Schulenburg skulle falla för bluffen och lämna sin fördelaktiga position för att följa efter. Rehnskiöld beordrade därför sin kår att snabbt dra sig tillbaka mot staden Fraustadt, samtidigt som han lämnade kvar några trupper för att underhålla deras lägereldar, vilket skulle fördröja sachsarnas upptäckt av reträtten.
Schulenburg, som också var medveten om svårigheterna med att upprätthålla sin armé i Schlesien på grund av bristande underhåll, tolkade den svenska reträtten som en äkta flykt. Han hade under natten till den 2 februari fått rapporter om svenskarnas avmarsch och beordrade därför sin armé att röra sig mot den polska gränsen. Den sachsiska armén, trött och hungrig efter svåra marscher, var lättad över att de äntligen skulle kunna lämna Schlesien bakom sig och få tillgång till bättre förnödenheter i Polen. Rehnskiölds plan hade därmed lyckats. Schulenburg gick i fällan och förlorade det strategiska initiativet när han lämnade sin starka position vid Schlawa och följde efter Rehnskiölds trupper in på polskt territorium. Under tiden hade Rehnskiöld tagit position vid byn Schwetzkau, som låg tolv kilometer nordöst om Fraustadt, redo att slå till mot sachsarna, samtidigt som Schulenburg var ovetande om att Rehnskiölds reträtt var en krigslist. Svenskarna hade också spridit falska rykten om att de var på reträtt för att förstärka illusionen av en stor undanflykt. Lokalbefolkningen, som var fientligt inställd mot svenskarna, hjälpte till att sprida dessa rykten vidare, vilket ytterligare övertygade Schulenburg om att han hade övertaget. När Schulenburgs armé nådde Fraustadt och omgivande områden, var den sachsiska armén utspridd och i ett utsatt läge, ovetande om att svenskarna var redo att anfalla.
På gryningen den 3 februari blev Adelsfanans tross stationerad i Laube utsatt för ett överraskande räd av ryttare ur Flemmings dragonregemente, ledda av överstelöjtnant Alexander von Unruh. I kaoset blev flera svenska drängar dödade eller svårt sårade. Ryttarna plundrade vagnarna och försvann snabbt innan svenska soldater hann ingripa. Efter attacken rapporterade Unruh en överdriven version av händelsen till Schulenburg, vilket fick Schulenburg att tro att svenskarnas reträtt var äkta. Detta ledde till att Schulenburg beordrade en snabbare marsch för att förfölja svenskarna. I efterhand påstod Rehnskiöld att hela incidenten var planerad av honom, men det är troligt att detta var en efterhandskonstruktion för att täcka upp ett misstag som kunde ha avslöjat den svenska bluffen. Vid femtiden på morgonen samlades de svenska regementena vid Schwetzkau, där en gemensam gudstjänst hölls för att stärka moralen inför den kommande striden. Två timmar efter uppsamlingen marscherade den svenska armén, organiserad i tre kolonner, mot slagfältet. Under marschen observerades flera omen, som av soldaterna tolkades som förebud om seger. Bland annat följdes armén av korpar och andra rovfåglar, vilket uppfattades som ett tecken på att striden skulle leda till mycket blodspillan.
Samtidigt hade den sachsiska armén samlats vid byn Neuguth, som låg tre kilometer norr om Fraustadt, där oordning snabbt uppstod bland trupperna. Plötsligt bröts morgontystnaden av tre kanonskott, en varning om att svenskarna närmade sig. För Schulenburg blev det snabbt klart att han inte längre var jägaren, utan bytet som gick rakt in i Rehnskiölds fälla. Den sachsiska härledningen tvingades göra snabba beslut för att hantera den plötsliga vändningen. Under den svenska framryckningen blev soldaterna uppmärksammade på tre kanonskott från sachsarna, varav två följdes tätt på varandra och ett tredje efter en kort fördröjning. Denna signal tolkades av de svenska soldaterna som ett gott omen, eftersom en liknande situation hade inträffat vid svenskarnas seger i slaget vid Kliszów 1702. Denna känsla av övernaturlig förutsägelse stärkte deras övertygelse om en kommande seger mot sachsarna.

## Slagordning och förberedelser

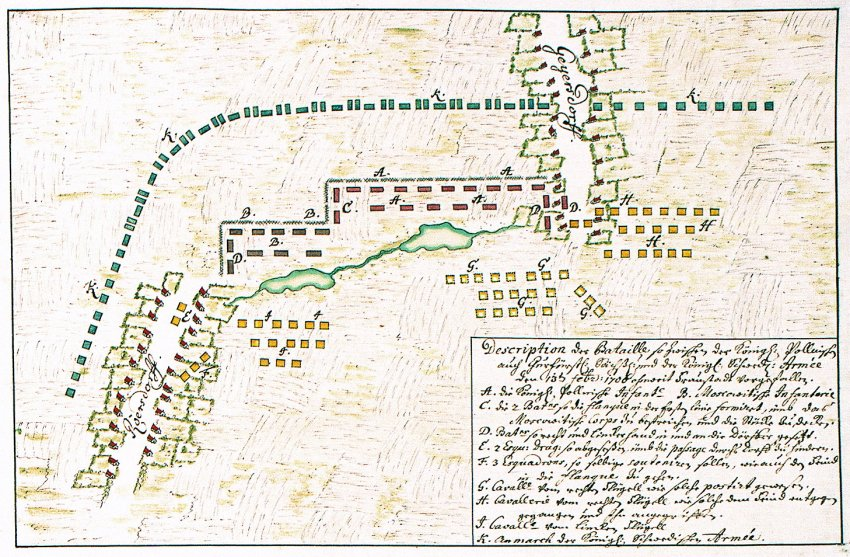
Samtida topografisk beskrivning av truppernas slagordning. Schulenburgs armé (i gul-röda mönster) uppställdes i försvarspositioner mellan byarna Röhrsdorf och Geyersdorf, medan svenskarna (i blåa mönster) placerades i en böjd linje framför den sachsisk-ryska slagordningen.

### Sachsisk-ryska armén
Den sachsisk-ryska armén under Johann Matthias von der Schulenburgs befäl bestod av omkring 20 000 soldater. Av dessa var 9 700 sachsiska fotsoldater uppdelade i två infanterikårer, en rysk infanterikår om 6 300 man samt 4 000 sachsiska kyrassiärer och dragoner uppdelade i två kavallerikårer.
Den första sachsiska infanterikåren under generalmajor Johann Eberhard von Droste bestod av 5 100 man uppdelade i 10 bataljoner. Kåren utgjordes av sachsiska gardets fyra bataljoner, franska grenadjärregementet Martinéres bataljon under överste Louis Joseph de Joyeuse, schweizerregementet Malleraques två bataljoner under överste Louis de Malleraque, Kurprinz första bataljon, von Drostes bataljon och Reibnitzs bataljon under överste Christian Heinrich von Reibnitz. Den andra sachsiska infanterikåren under generalmajor Hans Karl Dietrich von Zeidler bestod av 4 600 man uppdelade i 9 bataljoner. Kåren utgjordes av regementet Königins två bataljoner, regementet Kurprinz andra bataljon, regementet Fürstenbergs två bataljoner och bataljonerna Venediger, Biron, Reuss och Wostromirskys bataljon under generallöjtnant Hanns Herrmann Wostromirsky von Rockittnigk. Den tredje ryska infanterikåren under generalmajor Georg Günther von der Goltz bestod av 6 300 man uppdelade i 10 bataljoner. Kåren utgjordes av Johann Patkuls tre bataljoner, en liten streltserbataljon samt bataljonerna Holstein, Bilits bataljon under överste Denis Jakovlevitj Bilits, Belling, Schöpping, Gulits och Arnstedt.
Den första sachsiska kavallerikåren under generalmajor Anton von Lützelburg och generallöjtnant Christian Siegmund von Plötz bestod av omkring 2 000 kyrassiärer och dragoner. Kåren utgjordes av livregementena Chevaliergardet och Guarde du Corps samt dragonregementena Bayreuth, Fürstenberg och Wrangel under överste Burchard von Wrangel. Den andra sachsiska kavallerikåren under generalmajor Ludvig von Dünewald bestod av omkring 2 000 kyrassiärer och dragoner. Kåren utgjordes av kyrassiärregementet Beust samt dragonregementena Dünewald, Goltz, Jordan och Flemming.
Det sachsiska artilleriet bestod av 32 artilleripjäser och bemannades av 725 artillerister. Bland pjäserna var tjugofyra 3-pundiga regementskanoner, sex 6-pundiga grövre kanoner samt två 6-pundiga fältmörsare. Bland krigsmaterialen fanns även fyra petarder och femtio små handmörsare avsedda att slunga handgranater.

### Svenska armén
Carl Gustaf Rehnskiölds armékår i Storpolen bestod av fem infanteri-, tre kavalleri- och fem dragonregementen. Historiker har uppskattat armékårens styrka till mellan 8 000 och 20 000 man, med det mest sannolika antalet till omkring 10 000 soldater, även kallade "karoliner". Ifall alla förband skulle vara fulltaliga skulle det totala antalet inte överstiga 12 044 man. Luckor i leden på grund av stupade, avskedade och desertörer gjorde att styrkan oftast var mindre än det maximala antalet. Inför fältslaget kunde Rehnskiöld samla omkring 9 400 stridsdugliga soldater. Av dessa var 3 700 fotsoldater från Sverige och 5 700 kavalleri och dragoner från Sverige, Finland och de svensk-tyska provinserna Pommern, Bremen och Verden.
Svenskarna formerade sina regementen i sex led med pikenerare placerade mellan musketerarna. Den svenska linjen sträckte sig över två kilometer, där infanteriet ställdes upp i mitten medan kavalleriförbanden placerades på flankerna för att skydda mot motståndarnas kavalleri och förstärka infanteriets anfall. Den svenska centern utgjordes av infanteriet och kavalleriet medan de båda flyglarna utgjordes av dragonförbanden. Centern bestod av tolv infanteribataljoner och femton kavalleriskvadroner, där centerns högra halva leddes av generalmajor Arvid Axel Mardefelt och den vänstra halvan av generalmajor Axel Sparre. På centerns högra flank placerades Närke-Värmlands regementes två bataljoner under överste Carl Gustaf Roos och på den vänstra flanken placerades Västerbottens regementes två bataljoner under överstelöjtnant Gideon Fock. Till vänster om vardera bataljon av Närke-Värmlands regemente posterades Norra skånska kavalleriregementets fyra skvadroner under överste Gustaf Horn. Till höger om Västerbottens första bataljon, längst ut till vänster i infantericentern, uppställdes Adelsfanans tre skvadroner under generalmajor Hummerhielm. Till höger om Västerbottens andra bataljon uppställdes Nylands kavalleriregementes fyra skvadroner under överste Didrik Fredrik Patkull. Mellan kavalleriet närmast mitten återfanns till höger Södermanlands tre bataljoner under generalmajor Mardefelt och till vänster Västmanlands regementes tre bataljoner under överste Sparre. I slagordningens mitt uppställdes Kronobergs regementes två bataljoner under överste Gabriel Lilliehöök.
Arméns dragonförband formerades i två flyglar som vardera räknade tio skvadroner och uppställdes på två träffar. Den högra flygeln leddes av överste Ernst Detlof von Krassow och den vänstra flygeln av generalmajor Alexander Hummerhielm. Längst ut till höger om slagordningen uppställdes Livdragonregementets fyra skvadroner under överste Hugo Johan Hamilton. Längst ut till vänster uppställdes Skånska ståndsdragonregementet under överste Christian Albrecht von Buchwaldt. I reservträffen uppställdes de tyska dragonregementena: Bremiska dragonregementet under överste Krassow längst ut till höger bakom livdragonerna, Pommerska dragonregementet under överste Wilhelm Buschard Müller von der Lühnen utspridda bakom infantericentern och Verdiska dragonregementet under överste Carl Gustaf von Marschalk längst ut till vänster bakom ståndsdragonerna. Utanför den svenska linjen uppställdes även valackregementet, som användes av svenskarna som ett lätt spaningsförband.

### Slagfältets terräng

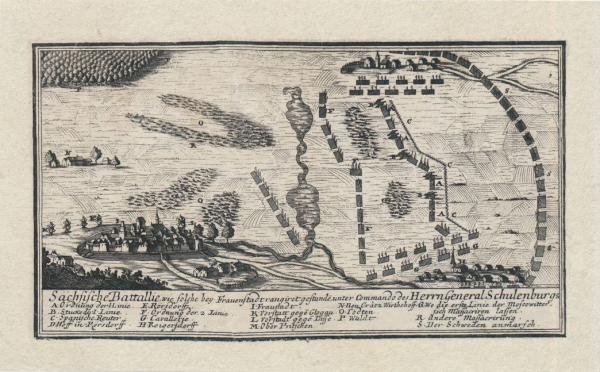
En samtida överblicksbild som visar den lokala topografin och truppernas uppställningar utanför Fraustadt.

Slagfältet låg utanför staden Fraustadt. Den var en liten, strategiskt belägen stad på en jordbruksslätt i sydvästra Polen, grundad på 1100-talet och var känd för sin textil- och handelsindustri. Stora nordiska kriget förde dock med sig stor förödelse för staden. Redan den 30 oktober 1704 inträffade det första slaget vid Fraustadt, där svenska trupper under general Otto Vellingk stötte samman och besegrade en rysk styrka vid byn Tillendorf fyra kilometer väster om Fraustadt. Staden var omringat av åkrar, tätvuxna skogspartier och omkringliggande byar. Utanför stadsmuren återfanns förstaden som vuxit samman med byarna Ober Pritchen i väster och Nieder Pritchen i öster. Schulenburg valde att placera sina trupper på fältet mellan byarna Röhrsdorf (Osowa Sień) och Geyersdorf (Dębowa Łęka) strax norr om Fraustadt.
Schulenburgs tanke var att ställa upp armén i en stark defensiv ställning med flankerna förankrade i de bägge byarna. Fältets bredd var nästan två kilometer. Strax söder om Geyersdorf ringlade ån Land Graben fram och gjorde terrängen mycket svårframkomlig med diken, moras och gölar. Röhrdorf låg alldeles intill den stora skogen Röhsdorfer Forst, en tät lövskog som bredde ut sig i norr. De båda byarna inklusive Land Graben och lövskogen Röhrsdorfer Forst utgjorde barriärer och naturliga hinder för ett svenskt anfall. Utan möjlighet att ta sig runt sachsarnas flanker skulle Rehnskiöld tvingas sätta in sina trupper som genom en flaskhals och inte ha något annat val än att angripa sachsarna i fronten. Terrängen hade dock också allvarliga nackdelar. Fältet låg i en vattensjuk sänka och bröts upp av breda diken och träddungar. Från Land Graben gick ett mindre biflöde i nordlig riktning och skar ett brett snitt tvärs genom åkermarken. Ån ringlade genom både Geyersdorf och Röhrsdorf och i den sumpiga marken hade det längs med vattendraget bildats ett flertal stora dammar. Trots att ån och dammarna var tillfrusna skulle de göra utrymmet mycket trångt för de sachsiska formationerna och försvåra deras rörelser.

### Truppernas förberedelser
Under en kritisk tidspress ställdes Schulenburg och hans stab inför en kaotisk situation utan möjlighet att kalla till ett krigsråd eller utfärda detaljerade order. Bataljons- och skvadronschefer tvingades fatta egna beslut utan helhetsbild, vilket ledde till missförstånd och oreda. Exempelvis marscherade generalmajor Dünewalds kår felaktigt förbi Röhrsdorf och fick order om att vända tillbaka, medan generalmajor von Droste tvingades omgruppera sina bataljoner vid Geyersdorf på grund av otillräcklig information. Detta kaos sträckte sig över hela armén, där olika förband placerades felaktigt eller utan tydliga anvisningar, vilket ledde till att hela morgonen gick åt för att få ordning på slaglinjen. Den ursprungliga planen ändrades kraftigt på grund av fältets begränsade utrymme, vilket resulterade i improviserade uppställningar. Infanteriets 29 bataljoner formerades i två stora rektanglar och placerade spanska ryttare och artilleriet som frontförsvar. Kavalleriet, som normalt skulle skydda flankerna, ställdes istället upp bakom byarna, vilket försvagade deras position. Den sachsiska ledningen kunde dock organisera en slagordning som Schulenburg ansåg var stark nog att möta det svenska anfallet.
Den svenska armén ställdes upp framför Geyersdorfer Walds södra skogsbryn. Svenskarna marscherade upp på slagfältet och formerade sig i en komplicerad slagordning under ledning av Rehnskiöld. Rehnskiöld planerade ett samordnat frontalanfall där infanteriet skulle marschera rakt mot fienden och avfyra en salva på nära håll innan de stormade de sachsiska linjerna. Rehnskiöld observerade att fienden inte var fullt förberedd och beslutade att omedelbart påbörja anfallet, vilket skedde runt klockan tolv på förmiddagen. De svenska trupperna rörde sig framåt i god ordning trots snöfall, vilket gynnade dem då det försvårade sikten för fiendens artilleri. Marschen gick långsamt framåt, men när de närmade sig fienden ökade tempot för att minimera tiden under artillerield. Rehnskiöld justerade sin taktik under frammarschen genom att dra ut delar av dragonerna för att kringgå byar och angripa fienden i flanken. Hummerhielm, som ledde den vänstra dragonflygeln, beslutade att genomföra en kringgående rörelse istället för ett frontalanfall. Detta lämnade delar av det svenska infanteriet sårbart för motattacker och att den svenska linjen fick en böjd form.
När den svenska armén närmade sig, uppfattade Schulenburg deras böjda slaglinje som ett misstag och förutsåg en sachsisk seger. Han uppmanade sina soldater att stå emot det svenska anfallet i en kvart för att sedan slå tillbaka med full kraft. De sachsiska soldaterna stod i tyst beredskap medan officerarna underströk vikten av disciplin och lojalitet, med stränga order att omedelbart skjuta eller sticka ner den soldat som visade rädsla eller panik. Schulenburgs förhoppning var att krossa svenskarna genom ett kraftfullt motanfall när de väl hade nått den sachsiska linjen. Han instruerade sina bataljonschefer att inte beordra eld förrän svenskarna var på åttio stegs avstånd, ungefär 50 till 60 meter. Han ansåg att de sachsiska musketerarna vid det korta avståndet skulle hinna avfyra mellan fem eller sex salvor på svenskarna innan dessa hunnit fram till de spanska ryttarna.

## Slaget

### Centerns sammandrabbning och svensk genombrytning
Det sachsiska artilleriet väntade in i det sista med att avlossa sin första salva mot den anryckande svenska linjen. På 400 meters avstånd syntes den svenska linjen som en mörk och suddig massa, men när den närmat sig ytterliga 200 meter var det fullt möjligt att urskilja enskilda soldater. Vid detta avstånd avfyrade samtliga sachsiska kanoner sin första salva mot den svenska linjen. När svenskarna var på mindre än 100 meters avstånd avfyrade sachsarna sin andra artillerisalva. Trots att kanonkulorna rev upp luckor bland de svenska leden kunde dessa strax slutas igen och svenskarna tågade vidare. När svenskarna var på så lite som 50 till 60 meters avstånd gavs den tredje och sista artillerisalvan med karteschladdningar. Trots att skurar av projektiler slog omkull flera svenskar, lyckades sachsarna inte hejda den svenska framryckningen. Artillerielden hade varit så gott som verkningslös. Endast vid Geyersdorf hade ett par trepundskanoner skördat offer bland Västerbottens två bataljoner med "god effekt". Under de två första salvorna hade sachsarna från sina 32 kanoner, mot en frontlinje på över 2.5 kilometer på fältet framför dem, enbart avfyrat 60 kanonkulor och 4 spränggranater, liksom 100 handgranater ifrån samtliga handmörsare. I snitt hade det gått 165 svenskar på varje sachsisk kanonkula och majoriteten av projektilerna hade gått över de svenska leden.

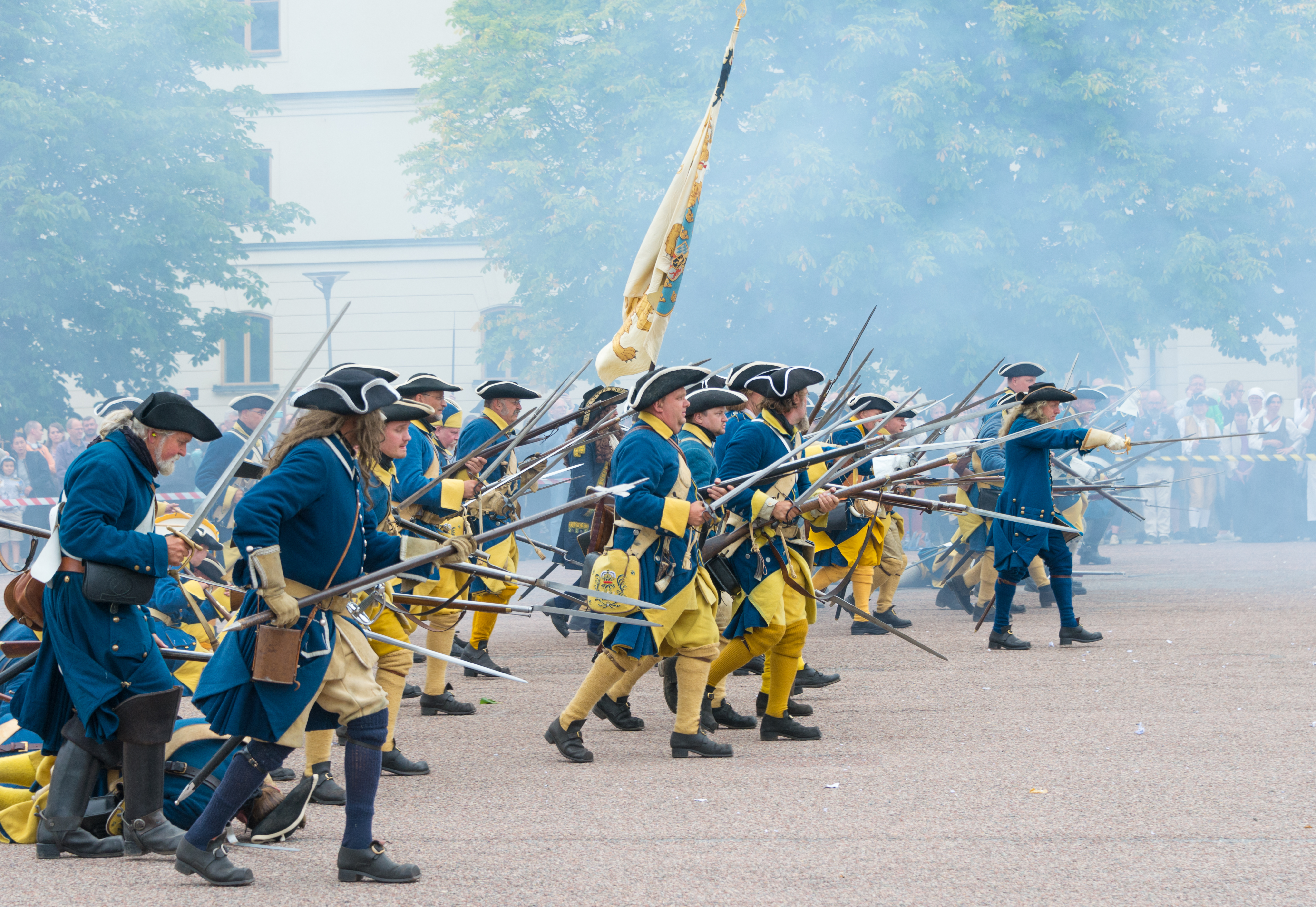
Karoliner i anfallsmanöver. Historiskt återskapande på kaserngården till Armémuseet i Stockholm (2019).

Södermanlands, Kronobergs och Västmanlands åtta bataljoner påbörjade sitt anfall mot mitten av Schulenburgs slagordning, vilka bestod av en bataljon vardera ur Königin, Venediger, Fürstenberg och Kurprinz. De sachsiska bataljonerna och plutonerna angav ojämna muskötsalvor mot svenskarna, där vissa väntade in i det sista med sin eldgivning medan andra hade skjutit för tidigt. Königins första bataljon var uppskrämda över svenskarnas obevekliga frammarsch, och bataljonen angav en mycket sporadisk eldgivning mot dem. Södermanlands bataljoner mötte den svagaste elden, då de framryckte genom krutröken till synes oberörda av sachsarnas artillerield. Kort efter sachsarnas eldgivning gick södermanlänningarna med fällda pikar till anfall mot linjen av spanska ryttare. Åsynen av detta blev för mycket för de sachsiska soldaterna i Königins bataljon, vars soldater stegvis började vända om och springa bakåt genom leden i stället för att ladda om för en förnyad salva. Södermanlänningarna rusade då fram till de övergivna spanska ryttarna och avlossade salvor som fällde ett flertal av de flyende sachsiska soldaterna. Sedan vräkte de undan de spanska ryttarna framför sig för att kunna fortsätta anloppet.
Till vänster gick även Kronobergs bataljoner till anfall. Sachsarna framför dem avlossade mer sammanhållna muskötsalvor som skördade flera offer bland kronobergarna, inklusive regementschefen Lilliehöök. Trots förlusten av sin överste fortsatte kronobergarna sitt anfall. Även i detta avsnitt vek de sachsiska soldaterna undan inför svenskarnas obevekliga framryckning. Kronobergarna bröt sig igenom de spanska ryttarna på den plats där första bataljonen i regementet Fürstenberg hade stått. Kort därefter strömmade även södermanlänningarna in genom öppningar i hinderlinjen till höger. Königins första bataljon drevs bakåt av svenskarna och rusade rakt in i Königins andra bataljon. Denna drogs med i flykten och råkade i sin tur kollidera med bataljonen Biron. På samma sätt hade även bataljonen Venediger kastats över ända och sachsiska soldater strömmade bort i hopar mot den egna reserven. Samtidigt hade Västmanlands tre bataljoner gått till anfall. Sachsarna framför dem, bland annat Kurprinz första bataljon, övergav inte de spanska ryttarna lika lättvindigt som deras kamrater till höger gjort. Svenska och sachsiska soldater gick till ett våldsamt handgemäng med pikar och värjor. Efter en stund pressades dock sachsarna tillbaka och även här kunde svenskarna vräka undan de spanska ryttarna och bryta igenom linjen. Därmed hade ett gigantiskt hål slagits upp i den sachsiska linjen, där Södermanlands, Kronobergs och Västmanlands åtta bataljoner kunde passera.
Längt ut till vänster påbörjade samtidigt Västerbottens två bataljoner sitt eget anfall. Överstelöjtnant Fock framryckte inledningsvis mot den franska grenadjärbataljonen som stod närmast Geyersdorf. Men på grund av häftig eld från ett batteri bredvid fransmännen hade Fock i stället vikit av åt höger och gått mot sachsiska gardets andra bataljon. Fock hamnade dock i en svår knipa på sin vänstra flank eftersom Hummerhielms vänstra dragonflygel hade vikit av runt Geyersdorf. När detta skedde hade den sachsiska bataljonen Wostromirsky, som stod grupperad inne i Geyersdorf, kommit fram ur byn för att anfalla västerbottningarna i sidan. De övriga svenska bataljonernas framgångsrika genombrytning av den sachsiska linjen hade dock lämnat utrymme åt höger. Västerbottningarnas anfall, som skedde ihop med Adelsfanans tre skvadroner grupperade mellan regementets två bataljoner, kom att träffa generalmajor von Drostes trupper, främst mot de sachsiska andra och tredje gardesbataljonerna och en del av bataljonen von Droste. Sachsarnas jämna muskötsalvor fällde flera ur västerbottningarnas främsta led. Då leden hamnade i oordning kunde inte Fock fortsätta anfallet och beordrade därför sina båda bataljoner att vika bakåt. Adelsfanans skvadroner hade däremot av någon anledning fortsatt ända fram till de spanska ryttarna, troligtvis på grund av att krutröken hade försämrat sikten och att skvadroncheferna därför inte upptäckte västerbottningarnas misslyckade anfall. Skvadronerna kantrade på stormhindren och blev starkt beskjutna av de sachsiska musketerarna. Med svåra förluster tvingades ryttarna vika snabbt tillbaka.
Under tiden hade generalmajor Mardefelts stridsgrupp huggit sönder och kastat undan de spanska ryttarna, varpå man omedelbart påbörjade sin förföljning av de vikande sachsiska bataljonerna från den första linjen. Grupper av sachsare trängde sig förbi formationerna i reservträffen och sedan ut på fältet bakom dem, vilket skapade stor oordning bland reservtrupperna. Regementet Königins två bataljoner och bataljonen Biron strömmade bort mot de ryska enheterna, vilket ökade rädslan och förvirringen bland deras kamrater. Svenskarna pressade vidare sitt anfall mot de vikande bataljonerna. Några förband ur den sachsiska reserven gick dem då till mötes och avfyrade "en så stark eld, att uti den salvan mer än första gången vid spanska ryttarna av de svenska förlorades". Södermanlands regemente led svåra förluster när de följde Mardefelt in i elden. Till vänster om södermanlänningarna fortsatte Kronobergs bataljoner att driva sachsarna framför sig. Även de möttes av starka salvor på nära håll från den sachsiska reserven. Trots växande förluster valde Mardefelts södermanlänningar och kronobergare att tränga sig vidare och lyckades med sin obevekliga frammarsch slå tillbaka även de sachsiska reservbataljonerna. Dessa drevs sedan en lång bit ut på fältet och svenskarna "bemäktigades så många stycken och fanor som där funnos".
Trots att anfallet inte hade lyckats längs med hela linjen och att flera svenska förband lidit svåra förluster, blev det svenska genombrytningen av den sachsiska linjen en stor framgång. Både Schulenburg och generalmajor Zeidler gjorde misslyckade försök att få de flyende sachsiska bataljonerna i ordning igen. Strömmen av sachsiska flyktingar fortsatte i riktning mot Fraustadt, medan Schulenburg begav sig till den del av slaglinjen där hans gardesbataljoner ännu höll stånd mot svenskarna.

### Svenska anfallet vid Röhrsdorf

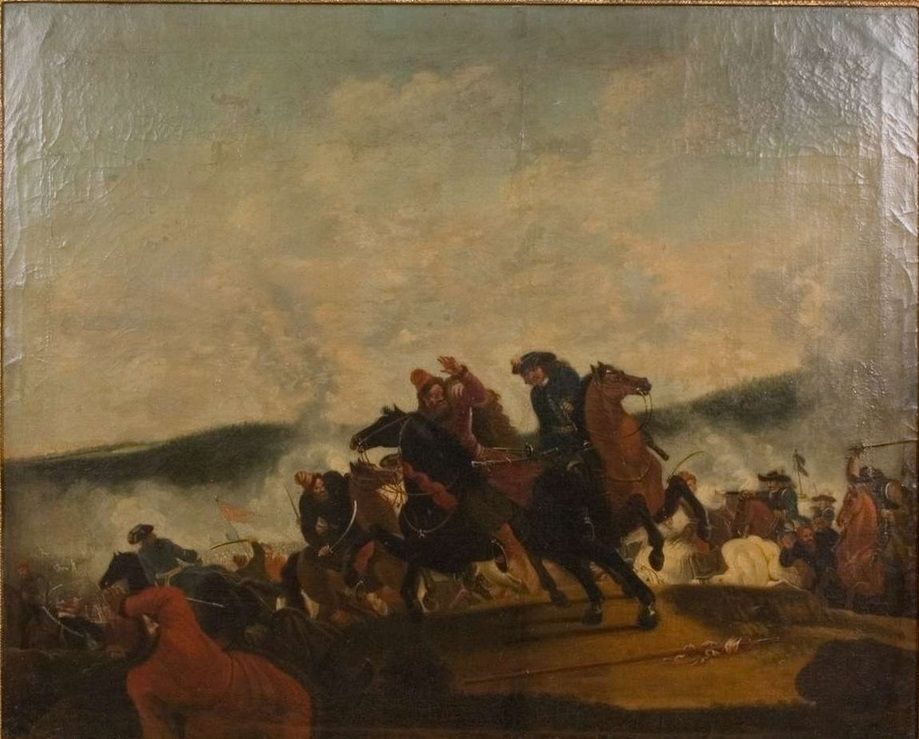
Målning av Johann Philip Lemke som visar en ryttarstrid mellan svenskt och sachsiskt kavalleri.

Närke-Värmlands två bataljoner marscherade till ljudet av muskötelden till vänster fram den sista sträckan över åkrarna mot de väntande ryska bataljonerna. De hade haft en längre sträcka att tillryggalägga bort mot fienden än resten av infanterilinjen och därför blev deras anfall fördröjt. Med endast Norra skånska kavalleriregementets åtta skvadroner till understöd skulle närkingarna och värmlänningarna ensamma ta sig an den ryska infanterikårens tio bataljoner. Krassows dragonflygel hade redan försvunnit bort norr om Röhrsdorf för att försöka komma åt det sachsiska kavalleriet på andra sidan, vilket lämnat högra flanken på den yttersta av bataljonerna blottad för eventuella ryska motanfall. Rehnskiöld hade beslutat att själv leda anfallet mot ryssarna. Han beordrade även Norra skånska kavalleriets skvadroner att hålla jämn takt med Närke-Värmlands bataljoner och hålla sig beredda på att bryta in genom de spanska ryttarna på de platser där fotfolket banade väg. I den främsta ryska linjen stod fem bataljoner medan tre utgjorde reserv och två stod som flankskydd med fronten mot Röhrsdorf. Generallöjtnant Wostromirsky beordrade de ryska bataljonerna att de skulle sikta sina musköter lägre med sin eldgivning, då han efter egen observation vid Königins bataljoner på nära håll fick uppleva det svenska genombrytningen och förmodade att den sachsiska muskötelden varit ineffektiv eftersom de sachsiska musketerarna hade siktat för högt. När svenskarna snabbt närmade sig ryssarnas ställningar, avfyrade Patkuls tre bataljoner sina salvor för tidigt, vilket inte stoppade svenskarnas framryckning. Bataljonerna Holstein och Bilits höll inne sin eld något längre och avfyrade på nära håll en stark salva mot Närke-Värmlands andra bataljon. Men till ryssarnas förvåning skördade deras salva knappt några offer bland svenskarna. Demoraliserade av den egna eldens dåliga verkan tappade soldaterna modet.
Närke-Värmlands första bataljon hann först fram till den ryska kåren och riktade sitt anfall mot grenadjärbataljonen närmast Röhrsdorf samt Patkuls andra bataljon som stod precis bredvid denna. Svenskarna ska ha varit så pass nära ryssarna att de kunde lägga an sina musköter rakt på de spanska ryttarna. Sedan öppnade de själva kraftfulla plutonsalvor som fällde flera ryska soldater. Efter salvorna fällde de svenska pikenerarna sina vapen och närkingarna och värmlänningarna satte sedan igång med att välta undan de spanska ryttarna och i fullt språng storma de ryska bataljonerna. Samtidigt red Horns skvadroner fram till stormhindren och avfyrade pistolsalvor mot de ryska soldaterna. Ryssarnas grenadjärbataljon beordrades att kasta sina granater mot svenskarna, men inför det svenska anloppet tappade grenadjärerna modet och strax vände flera förband om och vek bakåt. Strax därpå sprang de första närkingarna och värmlänningarna in genom en öppning mellan de spanska ryttarna. Grenadjärernas reträtt startade en lavinartad rörelse bland bataljonerna i den första ryska träffen. Snart började de två övriga patkulska bataljonerna att retirera. Den tredje bataljonen hade knappt mött något motstånd alls och förvirringen spred sig till bataljonerna Holstein och Bilits till höger. Klungor av ryska soldater drog sig bakåt och "sköt i förvirring under reträtten" mot svenskarna.
Den andra sachsiska kavallerikåren hade tidigt kommit i oordning efter deras gruppering på slagfältet. Terrängen på den västra sidan av Röhrsdorf, där kåren beordrats att ställa upp, visade sig vara besvärlig att röra sig på för kavalleriet. Utrymmet var trångt och skvadronerna behövde svängrum för att kunna agera på slagfältet. Dessutom hade regementena fått ställas upp i största hast samtidigt som rapporter strömmade in om svenskarnas framryckning. Schulenburg hade från början beordrat kårchefen Dünewald att gruppera kavalleriet på fyra träffar med front mot Röhrsdorf. Tanken var dels att byn skulle utgöra en oframkomlig barriär för ett svenskt anfall, dels att Dünewald själv skulle kunna föra kåren genom Röhrsdorf för att sedan anfalla svenskarna i sidan och ryggen när de angrep ryssarnas linje. Däremot hade skvadronerna framför sig och till vänster ett flertal hinder, i form av Röhrsdorfs virrvarr av små hus, staket och gärdsgårdar. Vidare till höger fanns en av de stora tillfrusna dammarna och bakom dem var marken kuperad av djupa diken. När svenskarna redan påbörjat marschen över fälten fick Dünewald en ny order om att hans skvadroner skulle göra en hastig omsvängning mot höger, vilket syftade till att ge dem bättre manöverutrymme och möjlighet att möta det svenska anfallet. Men förflyttningen blev svår och tog tid på det begränsade utrymmet. Dessutom var det riskabelt att utföra omgrupperingen när det svenska anfallet redan hade påbörjats.
Medan Dünewalds skvadroner var sysselsatta med den besvärliga omflyttningen, hade den svenska högerflygeln under Krassow börjat närma sig Röhrsdorf. Den svenska anfallsgruppen hade i uppdrag att slå sig igenom byn och angripa det sachsiska kavalleriet på andra sidan. Under framryckningen hamnade de under beskjutning av några plutoner i bataljonerna Belling och Schöpping som stod med fronten mot Röhrsdorf. Avståndet var dock långt och därför blev ingen skadad. Dessutom hade sikten för de ryska soldaterna varit skymd av hus och häckar. I Röhrsdorf stod Flemmings dragonregementes två skvadroner. Angreppet mot Röhrsdorf leddes av Livdragonregementets fyra skvadroner under Hamilton. Det sachsiska kavalleriet hade ännu inte fullföljt sin omsvängning när Hamiltons skvadroner nådde fram till Röhrsdorf. I stället för att kunna understödja den ryska kåren med anfall mot svenskarnas flank genom byn, blev de nu själva genom byn utsatta för ett anfall mot sin egen flank. Dünewald försökte snabbt få rättning i leden då plötsligt de bakre träffarnas skvadroner började retirera, trots att det inte fanns några svenskar på "femhundra stegs avstånd". Tillsammans med några officerare störtade Dünewald in bland de retirerande för att försöka få dem att stanna upp och vända tillbaka. Samtidigt hade livdragonerna inlett sitt anfall, åtföljda bakom dem av de sex skvadronerna ur Bremiska och Pommerska dragonregementena. Efter en kort men våldsam närstrid med Flemmings dragonregemente, drog sig de numerärt underlägsna sachsiska dragonerna med svåra förluster tillbaka ur byn.

### Ryska kårens upplösning
Under tiden sprängde Horns skvadroner fram med sina fyra skvadroner ur Norra skånska kavalleriregementet genom en öppning mellan de spanska ryttarna som Närke-Värmlands första bataljon hade förberett. Överstelöjtnant Gyllenstierna sporrade samtidigt regementets återstående fyra skvadroner genom den lucka som Närke-Värmlands andra bataljon hade skapat. Rehnskiöld tog nu själv ledningen över Norra skånska kavalleriet för att sätta igång jakten på de flyende ryska soldaterna, trots att skvadronerna "intet tjuga man vore tillsammans". Flera soldater ur Närke-Värmlands regemente hade kort efter inbrytningen i den ryska linjen börjat plundra bland de döda och sårade soldaterna, men efter en kort stund lyckades officerarna samla leden igen och båda bataljonerna kunde därför delta i förföljelsen. Grupper av ryska soldater stannade på vissa platser upp bredvid sina officerare och fanor. Hos bataljonen Bilits lyckades dess officerare samla en mindre linje i ett motanfall och sköt på endast tjugo stegs avstånd en salva mot de framryckande svenskarna. Dessa svarade dock med egen eld, varpå ryssarna med förluster fortsatte att löpa. Paniken spridde sig som en löpeld genom de ryska leden när de skånska ryttarna kom sättande emot dem bakifrån. Bataljonerna Belling och Schöpping hade påbörjat en svängning åt höger för att kunna möte de svenskar som brutit in genom de patkulska grenadjärernas ställning. Men innan de hann slutföra rättningarna av leden drogs de med i den första träffens flykt. De flyende från bataljonen Bilits flydde in i reservbataljonen Gulits bakom dem, vilka drogs med i flykten utan att ha fått ett enda skott på sig av svenskarna. Även bataljonen Arnstedt och streltserbataljonen löstes upp och drogs med i flyktvågen. Trots att flera ryska officerare inför de flyende försökte stävja flykten, genom både stränga hotelser och även dödligt våld mot sina egna soldater, var det omöjligt för dem att hejda den stora massflykten.
Flodvågen av flyende fortsatte oförtrutet och tog alla med sig, samtidigt som de skånska ryttarna pressade fram genom de flyende. Ögonvittnen bland ryssarna såg hur skåningar satt framböjda i sadlarna och högg och sköt och "massakrerade" alla ryssar omkring sig. Alla de ryska förbanden blandades upp med varandra och retirerande sachsare som kom dragande från Schulenburgs center rycktes också med i flykten. Generalmajor Zeidler och andra sachsiska officerare tog sig in i villervallan och skrek och högg mot dem som flydde, men snart drogs de själva också in i flykten. Snart kom den böljande folkmassan löpande mot den andra sachsiska kavallerikårens första träff. Överste Reitzenstein vid kyrassiärregementet Beust, som stod närmast ryssarna, beordrade sina skvadroner att svänga undan. Detta fick till följd att många av kyrassiärerna själva började fly, och när dragonregementet Dünewald fick se detta tog de också till flykten. Generalmajor Dünewald själv, som strax innan kommit tillbaka från sitt misslyckade försök att förhindra reservträffarnas reträtt, fann sig därför så gott som ensam kvar bland den vänstra flygelns skvadroner och förband, sånär som på överste Eichstädt och några andra officerare.
Den svenska högerflygeln kom i samma ögonblick ut genom Röhrsdorf. Framför dem uppenbarades de flyende ryska trupperna. Dragonernas genombrytning vid Röhrsdorf blev nådastöten för alla försök att få någon ordnad rättning bland de flyende. För ryssarna blev läget fruktansvärt. Bakifrån angreps de av de skånska skvadronerna och nu vällde Krassows dragoner ut från Röhrsdorf mitt ibland dem. På grund av den tjocka krutröken råkade delar av Wigands regemente av misstag rusa rakt in bland de svenska dragonerna och blev snabbt nedgjorda. Rehnskiöld och Krassow kom snart att stöta på varandra i villervallan. Krassow beordrades att sätta sig i spetsen för några skvadroner och förfölja det sachsiska kavalleriet, som vid det här laget redan hunnit få ett betydande försprång, ända bort till den schlesiska gränsen. Rehnskiöld själv skulle fortsätta jaga det ryska infanteriet. Krassow lät därpå samla sina utspridda dragoner, vilka fick avbryta sin skoningslösa förföljelse mot de flyende ryssarna, och red iväg västerut. Detta skapade en ventil för de flyende ryssarna att komma undan, då en utväg genom Röhrsdorf plötsligt stod öppen. Flera soldater ur bataljonerna Schöpping och Belling lyckades ta sig in i Röhrsdorf, där sårade soldater tog skydd i husen och ladorna medan de som orkade fortsatte för att söka skydd i lövskogen Röhrsdorfer Forst. Vissa avdelningar slog sig fram till Röhrsdorf och fick ibland stanna upp för att ordna leden och skjuta mot förföljande svenska ryttare. Även grupper av ryska officerare till häst sågs rida bort längs byns huvudgata mot säkerheten och förde med sig flera fanor ur striden. Genom denna ventil lyckades omkring 1 800 ryssar komma undan med livet i behåll.
På mycket kort tid hade Schulenburgs hela vänsterflygel blivit upplöst i full flykt och med svenska ryttare hack i häl. De skånska skvadronerna red regelrätta kavallerichocker mot klungorna av flyende ryssar och sachsare, vilka reds ner i mängder. Ett ögonvittne beskrev hur flyende ryssar blev kringrända från olika håll och sedan "hopvis massakrerade" av de svenska ryttarna. Få skonades i blodbadet som pågick en halv mil ut på fältet, ända bort till byn Neuguth. Det svenska valackregementet, som under framryckningen hållit sig i skymundan från de mesta av händelserna, hängav sig nu med stor entusiasm åt jakten. Valackerna förföljde de flyende ända bort till den schlesiska gränsen, och längs vägarna, husen och i skogarna spårade de upp och massakrerade hundratals soldater. Av de över 6 300 ryssar som ställt upp för bara några timmar sedan hade nästan två tredjedelar huggits ner av det svenska kavalleriet. I efterhand rättfärdigade Gyllenstierna slaktandet med påståendet att "vi intet i begynnelsen kunde giva kvarter eftersom vår vänstra flygel ännu stod i full eld".

### Första svenska anfallet vid Geyersdorf

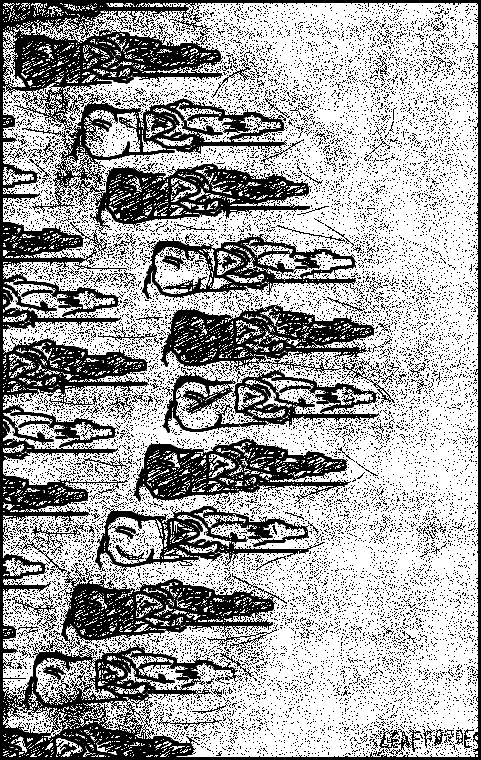
Karolinskt kavalleri i klassisk anfallsposition, knä bakom knä i plog med dragna värjor.

Ungefär samtidigt som Hamilton och Livdragonregementet hade huggit sig igenom Röhrsdorf, hade den vänstra svenska dragonflygeln under Hummerhielm med stort besvär tagit sig runt och förbi Geyersdorf för att kunna inleda anfallet mot den sachsiska första kavallerikåren som stod grupperad bakom en tillfrusen damm sydväst om byn. Utan dröjsmål sattes anfallet igång. Skånska ståndsdragonregementets skvadroner red rakt ut över den tillfrusna dammen. Isen visade sig dock vara svårforcerad för dragonerna. Utan andra alternativ tvingades dragonerna sitta av sina avskodda hästar och leda dem över dammen till fots. Sachsarna hånskrattade när svenskarna halkade fram mot dem över isen.
| ”                       | "De högmodades över oss, skrattade överljud och sa så att vi det granneligen höra kunde: wir wollen die Mäusen lebendig fangen [vi ska fånga mössen levande]. [...] Det blev igenom Guds hjälp en annan lek och dans för dem, så snart svenska dragoner kom till häst igen." | „ |
| – Joachim Matthiæ Lyth. | |   |

Så fort dragonerna passerat dammen och satt på sina hästar igen, gick de genast till anfall mot den sachsiska kavallerikåren. Skvadroner ur Skånska ståndsdragonregementet och Verdiska dragonregementet kraschade in i Bayreuths dragonregementes och Chevaliergardets främsta led. Trots de våldsamma sammanstötningarna lyckades sachsarna slå tillbaka den första svenska anfallsvågen. Skvadronerna rättades på nytt och svenskarna red strax till anfall igen. Återigen tvingades dock de svenska skvadronerna bakåt av de sachsiska kavalleristerna, varpå generallöjtnant Plötz och hans officerare började känna segervittring. Svenskarna organiserade dock leden på nytt och gick till ett tredje anfall. Efter en tumultartad strid tvingades svenskarna att dra sig tillbaka ytterligare en gång. Ungefär vid denna tidpunkt eskorterades överste Buchwaldt bort från striden med flera skott- och huggsår, medan hans regemente hade blivit hårt åtgånget i striderna. Sachsarna var däremot på gränsen för vad de kunde uthärda. När de såg de svenska skvadronerna ställa upp för ett fjärde anfall blev pressen för mycket hos de sachsiska skvadronerna, som började retirera åt alla håll undan de svenska dragonerna. Svenskarna jagade efter dem och högg ner alla de hann ifatt. En skånsk skvadron förföljde en del sachsiska skvadroner som retirerade in bakom det egna infanteriet på norra sidan av Geyersdorf. Skvadronen råkade därför styra rakt in i den franska grenadjärbataljonen och den första schweiziska bataljonen, vilka angav kraftiga muskötsalvor som tvingade de skånska dragonerna att snabbt fly tillbaka över byn. Samtidigt red Hummerhielm med sina resterande skvadroner för att försöka hinna ikapp det sachsiska kavalleriet, som flydde åt alla håll bort från fälten.
Efter att ha sett de svenska bataljonernas genombrytning i mitten av sin slaguppställning, hade Schulenburg ridit bort mot gardet och de bataljoner i den sachsiska linjen som ännu höll stånd. Där konsulterade han med generalmajor von Droste och gratulerade hans försvar mot Adelsfanans och Västerbottens regementes misslyckade anfall. Samtidigt beskyllde han von Droste för att ha felplacerat infanteriet mellan Geyersdorf och Röhrsdorf, trots att von Droste själv hade protesterat mot att infanteriet hade placerats där det gjorde. Med Schulenburg på plats påbörjades genast aktivitet för att få till stånd ett motanfall mot Västmanlands två bataljoner som stannat mitt emellan de båda sachsiska träffarna, vilken enligt Schulenburg skulle kunna vända om och gå gardet i ryggen. Han beordrade de båda reservbataljonerna Reibnitz och Kurprinz andra bataljon att angripa Västmanlands bataljoner. Samtidigt tog von Droste själv befälet över den franska grenadjärbataljonen som fick göra helt om från sin position närmast Geyersdorf och gå fram på fältet mellan de båda sachsiska träffarna. Västmanlänningarna öppnade dock eld när överste Reibnitz och hans bataljon kom inom skotthåll. Så snart vissa soldater föll av den svenska elden började de redan oroade soldaterna i bataljonen att vackla och snart vände de om igen. När Kurprinz andra bataljon fick syn på detta stannade de upp och vände tillbaka. Så snart de såg svenskarna öppna eld vände sig de franska grenadjärerna om och vek bakåt mot Geyersdorf igen. Där trängde de in genom ryggen på den franska grenadjärbataljonen och den första schweiziska bataljonen. Dessa förband råkade därmed i oordning och blandades upp med varandra, varvid vissa förband drog in bland husen.
Samtidigt genomförde överstelöjtnant Fock med sina västerbottningar ett förnyat anfall mot det sachsiska gardets linje. Bataljonen Wostromirsky beordrades därför snabbt fram från Geyersdorf för att angripa Västerbottens första bataljon i sidan. Bataljonens flankanfall gjorde att västerbottningarnas anfall helt kom av sig när de blev angripna från två håll och led mycket svåra förluster som följd. Generalmajor Sparre, som alldeles nyss avvisat de sachsiska reservbataljoneras anfall mot hans västmanländska bataljoner, hörde eldgivningen från västerbottningarnas position. Han ställdes inför ett dilemma om att antingen fortsätta sin framryckning mot den sachsiska linjen med sina västmanländska bataljoner för att på så sätt försöka få kontakt med sina övriga bataljoner ute på fältet, eller att vända om och gå västerbottningarna till undsättning. Han beslutade sig för att undsätta västerbottningarna genom att svänga sina två bataljoner vänsterut och formera en linje för att framrycka mot gardets blottade rygg. Schulenburg upptäckte faran i god tid och beordrade de tre gardesbataljonerna samt bataljonen von Droste att vända om och bilda en ny linje mot det nya hotet. Mitt i stridens hetta bar gardessoldaterna med sig några av sina spanska ryttare till en ny position och ordna leden på nytt. Den nya ställningen kom att få formen av en så kallad "bataljonskarré", där sachsarna rangerade sig i en fyrkant med tre bataljoner i fronten och en bataljon på varje flank. Då sachsarna tågade bort till sina nya positioner, gav detta en välkommen respit hos Västerbottens bataljoner, som snart kunde återsamla sig och bära bort sina sårade.

### Slutanfallet vid Geyersdorf
I den sachsiska linjen hade nu ytterligare en stor öppning skapats. Överste Patkull och hans fyra nyländska skvadroner hade hittills under drabbningen inte haft något att göra, vilket var en följd av västerbottningarnas misslyckade anfall. De tog nu tillfället i akt och travade fram med avsikt att ta sig genom öppningen. Manövern skulle dock bli ett vågstycke eftersom skvadronerna blev tvungna att rida utmed fronten på det sachsiska gardet, vilka var uppställda bakom en häck av spanska ryttare för att möta Sparres västmanlänningar. Utrymmet var trångt och därför kunde skvadronerna inte rida igenom på en linje, utan de blev tvungna att pressa sig fram som genom en flaskhals. En mängd kvarblivna spanska ryttare blockerade dessutom vägen för en av skvadronerna, vilket tvingade soldaterna att sitta av sina hästar och vräka undan flera stormhinder. Den närmaste gardesbataljonen lade genast an och öppnade eld. Trots förluster hade soldaterna fått undan så många av de spanska ryttarna att de kunde sätta sig till häst igen och följa de andra skvadronerna i fullt galopp. Även de tre andra skvadronerna hade utsatts för stark eld när de passerat framför gardesbataljonerna. Nylänningarna fortsatte sedan bort mot några sachsiska bataljoner längre ut på fältet som höll på att rätta leden igen och komma gardet till undsättning. Anfallet blev inledningsvis framgångsrikt och nylänningarna bröt in i de oordnade leden och högg ner flera sachsiska infanterister. Efter en stund tvingades nylänningarna retirera när infanteristerna fick förstärkningar och i villervallan sårades regementschefen Patkull. Nylänningarnas anfall kom mycket påpassligt för Sparres västmanlänningar, som strax därefter gick till anfall mot det sachsiska gardet. Sparre beordrade också Västerbottens två bataljoner, som samlat sig i en ny linje, att delta i anfallet mot den sachsiska fyrkanten vid Geyersdorf. Medan hans egna två bataljoner skulle angripa fyrkantens vänsterflank, skulle Fock och västerbottningarna anfalla dess högerflank.
Vid klockan tretton på eftermiddagen hade slaget pågått i drygt en timme. Trots att så gott som hela den sachsisk-ryska armén vid den här tidpunkten var fullständigt uppriven och skingrad höll fortfarande den första infanterikåren under Schulenburg, von Droste och gardesöversten Bose med sina bataljoner stånd i och kring Geyersdorf. Dünewald hade efter sin flygels sammanbrott försökt samla så mycket folk som möjligt för att få till stånd en ny ställning på väderkvarnsåsen norr om Fraustadt. På vägen hade han mött missmodiga infanteriofficerare som försökte springa iväg från förödelsen ute på fältet. Trots löften om att de skulle få till stånd en omgruppering bland de flyende, hade de försvunnit bort mot passet vid Ilgen där vägen låg fri mot Sachsen. Dünewald misstänkte officerarna för att vid det här laget bekymra sig mer om sina baggagevagnar vid trossen, som stod mellan Ilgen och Schlawa, än om hur det gick för armén. Någon rättning hade heller aldrig lyckats åstadkommas bland de bataljoner som jagats längre ut på fältet av Mardefelt och hans bataljoner. Zeidler och många höga officerare med honom hade gjort vad de kunnat. Vissa förband hade stannat upp och rättat sig igen, men så snart svenskarna kommit i närheten blev de åter skingrade.
Vid Geyersdorf hade Schulenburg och hans kvarvarande chefer endast sju bataljoner kvar som ännu befann sig i någorlunda ordning: gardets fyra, Wostromirsky, von Droste samt den andra schweizerbataljonen. Inne i byn fanns folket från den franska grenadjärsbataljonen och den första schweiziska bataljonen, men de var vid det här laget i fullständig upplösning. Även två skvadroner som tillhört den första kavallerikåren fanns till hands. Sammanlagt 7 bataljoner av ursprungliga 29 och 2 skvadroner av 42. Stämningen var nära gränsen till kollaps också bland dessa män.
När Sparres och Focks bataljoner gick till anfall mot den sachsiska fyrkanten, red de sachsiska kavalleriskvadronerna fram mot västerbottningarnas första bataljon för att anfalla den i sidan. Ryttarna möttes dock av en muskötsalva som snabbt kastade dem över ända. Sedan gick de svenska bataljonerna till anfall och möttes av en kraftig eld från sachsarna, vilket svenskarna strax själva besvarade på ett mycket nära avstånd. Därpå stormade de och trängde sig in genom de spanska ryttarna, varvid sachsarna i fullt kaos drog sig bakåt in i Geyersdorf. Där förskansade sig de sachsiska soldaterna bakom gärdsgårdar "och skjuto övermåttan starkt, i synnerhet på de bägge västmanländska bataljonerna som voro dem närmast". Sparre, som började känna segervittring, satte sig då själv i täten för Västerbottens två bataljoner för att med en kringgående rörelse skära av gardisterna i ryggen "i mening att de ej undslippa skulle".
Vid byns södra utkanter hade redan strömmar av sachsare börjat ta sig ut från bebyggelsen och på egen hand passerat fälten i riktning mot Fraustadt. Samtidigt gick Västmanlands två bataljoner till frontalanfall mot Geyersdorf. De hade instruerats av Sparre att "de sig med skjutande intet vidare inlåta skulle, utan gå på fienden bakom gärdsgårdarna löst". Återigen ordnade västmanlänningarna leden och anföll. Angripna från två håll samtidigt övergav de sachsiska gardisterna sina ställningar och löpte iväg genom husen och ut på byns södra utkanter så snabbt "att generalmajoren (Sparre) varken kunde förhugga dem passet eller sedermera inhämta dem i flykten".

### Inringningen vid Ober Pritschen

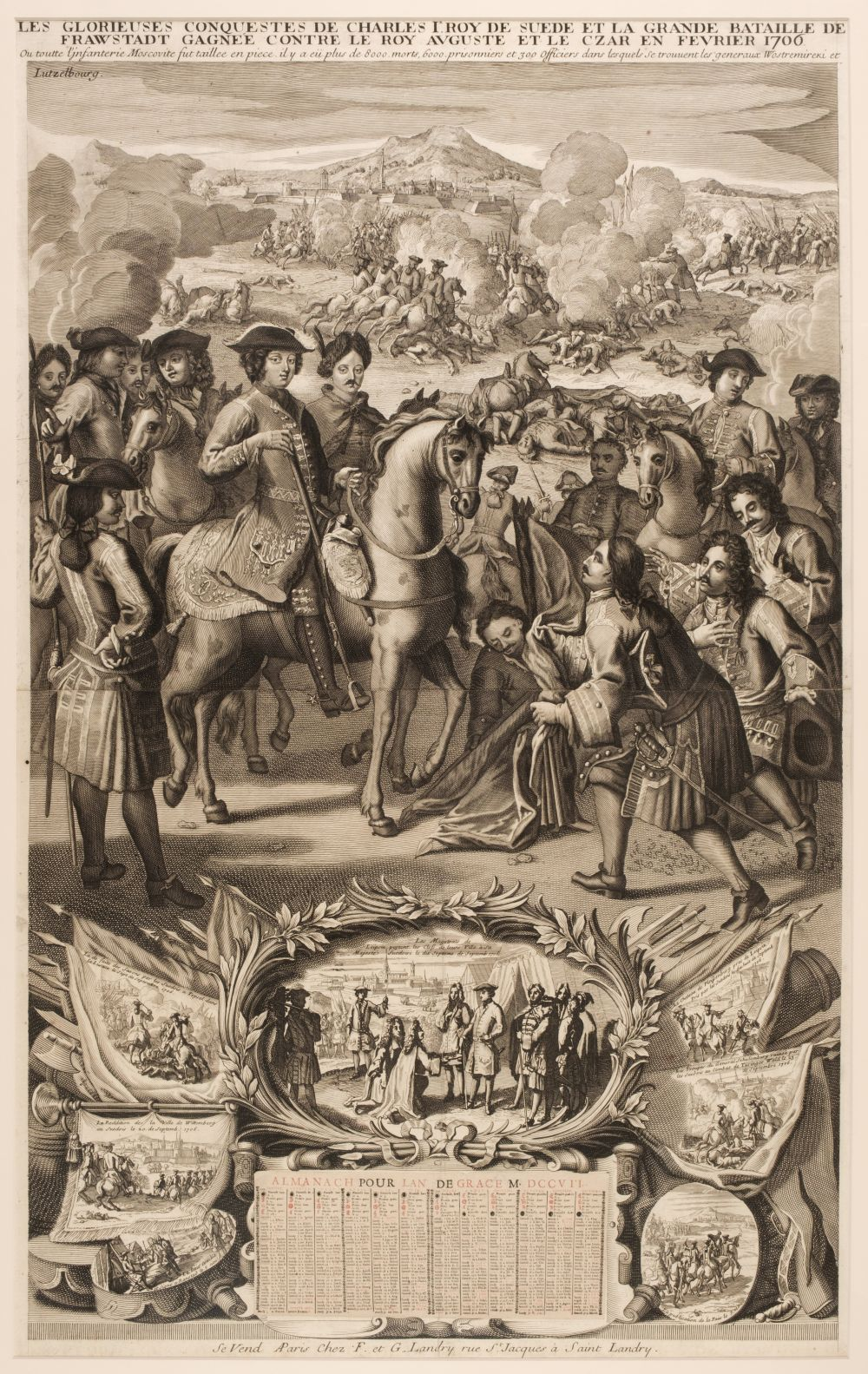
Fransk gravyr som föreställer de sachsiska soldaternas kapitulation efter slaget vid Fraustadt.

Under en timmes tid försökte Schulenburg få rättning i leden bland sina kvarstående bataljoner, vars motståndskraft hade fullständigt brutits till följd av svenskarnas anfall. När von Droste velat formera en ny linje av gardet för att möta svenskarna hade Schulenburg avvisat förslaget "eftersom det inte fanns mer här att uträtta". I villervallan hade Schulenburg själv träffats av en muskötkula i högra höften, varpå han beslutade att slå till allmän reträtt. När Sparre återigen formerat en linje av fyra svenska bataljoner inledde han en skoningslös förföljelse efter de retirerande sachsarna. Trots sin skottskada försökte Schulenburg få leden i någorlunda rättning för att skapa en ordnad reträtt. Till slut lyckades de sachsiska officerarna samla ihop 11 bataljoner som varit utspridda kring Geyersdorf och ute på fältet, varpå Schulenburg kunde påbörja återtåget. Inledningsvis kunde bataljonerna i kollonnformation retirera i god ordning och även ett hundratal kavallerister kunde ansluta sig till återtåget, som först ställdes först mot väderkvarnsåsen norr om Fraustadt. Men då svenskt kavalleri uppenbarade sig i den riktningen vek trupperna i stället av söderut och tog sikte mot byn Ober Pritschen, någon kilometer väster om staden.
Samtidigt hade Rehnskiöld fullbordat sin förföljelse mot de ryska och sachsiska soldaterna från Schulenburgs vänsterflygel. Rehnskiölds ryttare tillfångatog några höga officerare, bland dem den sårade generallöjtnanten Wostromirsky. Med den ryska kåren tillintetgjord vände Rehnskiöld sin uppmärksamhet till händelserna på södra sidan av slagfältet. Han beordrade Mardefelt att ihop med sina bataljoner samt Närke-Värmlands två bataljoner undsätta Sparres bataljoner vid Geyersdorf. Rehnskiöld hade fruktat att Schulenburg skulle få en möjlighet att samla sina trupper i en ny slagordning mellan Geyersdorf och Fraustadt. Synen av Mardefelts bataljoner som formerade sig norrifrån skapade en ny panikvåg bland sachsarna i Schulenburgs reträttkolonn, som urartade i massflykt. Från sin position i norr beslutade sig Rehnskiöld för att försöka kringränna det flyende sachsiska infanteriet. Han befallde Norra skånska kavalleriet och vissa dragonskvadroner i hans närhet att snabbt formera sig i två marschkolonner och följa honom i en vid båge runt Fraustadt för att skära av sachsarnas flyktväg på stadens västra sida. Skvadronerna sporrades därför på i riktning mot Ober Pritschen. Bland sachsarna i återtåget var situationen nu utom kontroll. Grupper av soldater avvek från reträttkolonnen och gömde sig i flera hus och källare i Fraustadts förstad. Trots att de sachsiska officerarna sköt och högg på de egna kunde de inte få de panikslagna soldaterna att stanna kvar. När soldaterna i den andra schweiziska bataljonen märkte att trupper framför dem fåtts att stanna uppgav de "ett jämmerligt skrik".
När den flyende sachsiska kolonnen nått fram till Ober Pritschen blev de förskräckta när de fick syn på Rehnskiölds skvadroner, vilka spärrade av deras reträttväg. När svenska ryttare tillropade dem om de ville ha kvarter började ett flertal sachsiska soldater att kapitulera. Några av de första att ge upp var de franska grenadjärerna. Mitt framför ögonen på Schulenburg slängde de sina vapen och slängde händerna i luften, varpå vissa fransmän till och med gick svenskarna till mötes och utropade: "Vivat Rex Suecia! (Länge leve Sveriges konung!)". Grenadjärernas överste Joyeuse blev kringränd av 20 svenska ryttare och tillfångatogs dödligt sårad. Den sachsiske överstelöjtnanten Ponikau sårades i villervallan och tillfångatogs av fyra svenska ryttare mitt framför ögonen hos Ponikaus egna män, vilka av skräcken var oförmögna att hjälpa honom. Schulenburg själv var nära att råka illa ut när en svensk ryttare anföll honom bakifrån och försökte sticka honom genom ryggen. Schulenburg drog då snabbt en av sina pistoler och sköt ner svensken, varpå han själv ansåg det för farligt att stanna kvar på platsen. Med endast en handdräng som sällskap red han snabbt bort från slagfältet.
Samtidigt gav Rehnskiöld order till Gyllenstierna att med sina skvadroner skära av täten av de flyende sachsarna. Vissa sachsiska skvadroner försökte hindra Gyllenstierna, men dessa drevs på flykten innan ryttarna nådde den västra utkanten av Ober Pritschen. De sachsiska infanteristerna "tillropades att de skulle få kvarter", varpå de slängde sina musköter och kapitulerade. Gyllenstierna noterade att han med sina män på egen hand tagit bortemot 3 000 fångar. Enligt honom inringades sachsarna från alla håll och "föll (de) neder och bad om kvarter, varpå intet annat tillgörandes var, än att taga dem alla till krigfångar". De sista stridigheterna bedarrade slutligen vid klockan tre på eftermiddagen.

## Förluster

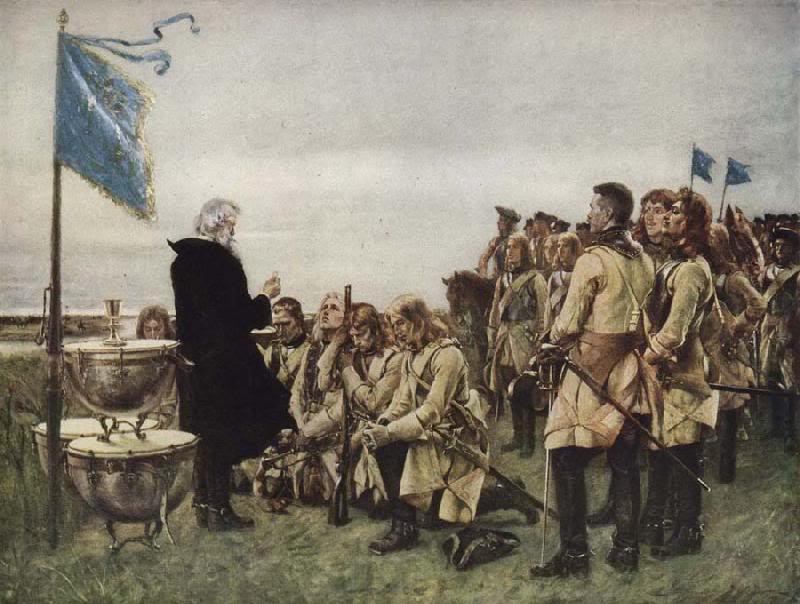
Regementets kalk. Gustaf Cederströms målning från 1900 som visar de svenska truppernas korum efter segern vid Fraustadt.

### Sachsisk-ryska armén
De sachsisk-ryska förlusterna var förödande. Enligt de första svenska beräkningarna stupade mellan 7 000 och 8 000 sachsiska och ryska soldater. En exakt siffra uppgav antalet stupade till 7 377 man. Antalet krigsfångar beräknades till mellan 7 300 och 7 900 man. Bland de stupade bataljonscheferna var överstarna Sacken och Joyeuse samt överstelöjtnanterna Gaudelitz och Pistoris. Bland de tillfångatagna bataljonscheferna var generallöjtnant Wostromirsky, generalmajor Lützelburg, överste Malleraque, överstelöjtnanterna Benckendorf, Paczewitz och Schönberg samt majorerna Rauschendorf, Borneman och Friesen. Enligt en detaljerad fånglista, där antalet krigsfångar uppgick till 7 638 man, ingick dessutom 46 kaptener, 1 regementskvartermästare, 85 löjtnanter, 57 fänrikar, 5 adjutanter, 2 man ur Chevaliergardet, 9 fältskärer, 19 hautboister, 93 trumslagare, 85 artillerister och 6 980 meniga. Bland de senare skulle det enligt en annan lista funnits 650 fransmän och schweizare samt 340 ryssar, men dessa siffror ansågs vara överdrivna. Av de sachsiska fångarna var så många som 2 000 sårade. Då dödligheten bland fångarna var extremt hög dog ytterligare omkring 800 sårade sachsiska soldater, motsvarande 40 procent av krigsfångarna, under veckorna efter slaget.
Av de 9 000 sachsiska fotsoldaterna som deltog i slaget hade omkring 1 500 stupat och 6 500 tagits tillfånga. Endast en av nio soldater från de första och andra infanterikårerna lyckades undkomma från slagfältet. Av 6 300 man inom den ryska tredje infanterikåren undkom endast 1 800 man från slagfältet, medan över 4 000 man hade antingen ridits ner av det svenska kavalleriet eller varit med i den grupp om 500 man som massakrerades på Rehnskiölds befallning. Av de 4 000 sachsiska ryttarna som deltog i slaget uppskattades att minst tre fjärdedelar undkom från slagfältet. Många av kavalleristerna i de bakre träffarna på båda kavalleriflyglarna hade överhuvudtaget inte deltagit i stridigheterna.

### Svenska armén
Förlusterna för den svenska armén uppskattades till omkring 400 stupade och någonstans mellan 1 000 och 1 500 sårade, med siffran 1 000 som den mest frekvent återkommande summan bland olika källor. En exakt uppgift uppgav antalet svenska förluster till 425 stupade och 1 077 sårade. På grund av den extrema dödligheten bland de sårade stupade ytterligare omkring 400 sårade soldater under veckorna efter slaget. Infanteriet hade drabbats av de svåraste förlusterna. Västerbottens regemente hade 63 stupade, Södermanlands regemente hade 58 stupade, Kronobergs regemente omkring 40 stupade och Västmanlands regemente hade 34 stupade. Efter några veckor stupade ytterligare 26 respektive 15 man ur Västerbottens och Västmanlands regementen. Kavalleriets förluster var lindriga. Nylands regemente hade högst 20 stupade och Adelsfanan hade 14 stupade. Bland de stupade var överste Lilliehöök, överstelöjtnant Cronhielm, major Snoilsky, 10 kaptener och ryttmästare samt 11 löjtnanter, kornetter och fänrikar. Bland de sårade var överstarna Buchwaldt och Patkull, överstelöjtnanterna Creutz, Fock och Jung, major Wrangel samt 72 andra officerare.

## Efterdyningar

### Krigskommission
Redogörelsen av fältslaget var svårt att fastställa för de inblandade, då berättelserna från både svenska och sachsisk-ryska källor oftast var motsägelsefulla och felaktiga. Många vittnesmål från slaget hade dessutom influerats av andrahandsuppgifter och officiella rapporter, vilket ytterligare försvårade en korrekt återgivning av händelserna. Den franske författaren Voltaire beskrev slaget som en av de snabbaste och mest skändliga nederlagen, även fast Schulenburg hade förberett sina trupper väl. Svenska vittnesmål betonade att segern var ett resultat av Guds vilja, vilket också var ett vanligt tema i de offentliga bulletinerna som publicerades i Sverige. Denna religiösa fatalism delades även av de sachsiska befälhavarna, som ansåg att nederlaget var ett resultat av Guds styrande hand och inget mänskligt kunde ha förhindrat det. De tidiga rapporterna från slagfältet var fyllda med förvirring och osäkerhet. Schulenburg själv skyllde nederlaget på bristen på disciplin bland sina soldater och av ren otur, även om han ansåg att hans stridsplan var den bästa möjliga. Han berömde dock de svenska soldaternas disciplin och anfallsvilja i ett brev till prins Eugen av Savojen. Den svenska krigspropagandan förstorade segern och målade upp slaget som en fullständig triumf för svenskarna, där man framhävde de höga förlustsiffror hos sachsarna och en nästan total förintelse av det ryska infanteriet. Efter nederlaget var de sachsiska styrkorna utspridda över Centraleuropa, vilket gjorde det svårt att få en korrekt bild av förlusterna. Många sachsiska soldater försökte undkomma genom att sälja sina uniformer och vapen, och en del av dessa återvände aldrig till sina förband. Den sachsiska armén genomgick därför en omfattande omorganisation efter slaget, där många förband upplöstes och deras manskap införlivades i andra enheter.
En sachsisk krigskommission tillsattes för att utreda orsakerna till nederlaget och identifiera de soldater som hade deserterat eller plundrat. Schulenburg försvarade sig genom att hänvisa till sin militära och historiska bildning, och pekade på att flera stora generaler hade blivit besegrade utan att bära någon skuld, eftersom utgången av slag oftast ligger i Guds händer. Kommissionen kunde dock inte enas om en tydlig orsak till nederlaget, och Schulenburg friades till slut från skuld. I efterhand har skulden för nederlaget delvis lagts på de utländska soldaterna i den sachsiska armén, som anklagades för att sakna den nationella kämpaglöden. Detta är dock en anakronistisk syn som utvecklades senare under det nationalistiska tidevarvet. På den tiden var arméer oftast sammansatta av legoknektar som stred för lön snarare än för ideella mål. Armén var också illa förberedd för vinterkrig, vilket förvärrade deras situation.
I april samma år dömdes och avrättades runt 170 soldater som deltog i slaget. Den största avrättningen skedde i Dresden den 12 april då 150 man avrättades. Flera officerare från minst fyra regementen blev också ställd inför rätta för deras del i slaget.

### Diplomatiska och militära följder
Slaget vid Fraustadt kom att bli ett symboliskt nederlag för Sachsen, som både i samtidens och eftervärldens ögon hade förlorat sitt militära rykte. Från en militär synvinkel blev fältslaget ett förödande nederlag för både de sachsiska och ryska arméerna, vilket krossade deras förhoppningar om att besegra de svenska styrkorna i Polen. August II vägrade dock att inse allvaret i situationen och trodde att slaget endast var en tillfällig motgång. Han överdrev de svenska förlusterna samtidigt som han hävdade att den sachsiska armén skulle kunna reorganiseras och återvända för att möta svenskarna i ett nytt slag. August planerade att samla sitt kavalleri och undsätta Grodno, där den ryska armén var stationerad, och han visade en envis ovilja att acceptera nederlaget. Men verkligheten hann snart ikapp August. Fyra dagar efter det första brevet medgav han att hela det sachsiska infanteriet gått förlorat. Trots detta fortsatte han att hysa orealistiska förhoppningar om att samla en ny armé och sökte stöd från andra katolska makter för att få trupper, vilket visade hans desperation och vilja att återta kontrollen över situationen. August var så fast besluten att vinna kriget att han till och med övervägde att utlösa ett nytt religionskrig för att nå sina mål. Ryssland, å andra sidan, blev djupt skakat av nyheterna om Fraustadt. August skyllde nederlaget på de ryska trupperna, som han menade hade varit de första att fly från slagfältet. Den ryska versionen av händelserna beskrev dock sachsarna som de första att fly, medan ryssarna påstods ha kämpat tappert i fyra timmar mot den svenska övermakten. Den ryska arméledningen blev lamslagen och förlorade all tro på en seger i kriget. Peter I tvivlade på Augusts förmåga att undsätta Grodno, och relationen mellan de två härskarna började krackelera. Situationen i Grodno blev fortsättningsvis ohållbar för ryssarna, då soldaterna började dö av svält och sjukdomar. Peter I beordrade sin allierade Ivan Mazepa att trakassera svenskarna, men svenskarna slog tillbaka och orsakade stora förluster för kosackerna. Den 4 april lyckades fältmarskalk Ogilvy bryta sig ur från Grodno, men lämnade 8 000 döda soldater bakom sig och förlorade ytterligare 9 000 under reträtten. Hetman Mazepa led också stora förluster, och i slaget vid Kletsk den 30 april besegrades hans styrkor. Totalt förlorade kosackerna nästan 10 000 man av sina ursprungliga 20 000.
Utgången av Fraustadt orsakade en diplomatisk chockvåg över hela Europa. I Köpenhamn hade man hoppats på en svensk förlust som kunde leda till en ny dansk krigsförklaring mot Sverige, men dessa förhoppningar grusades. I Preussen ledde nyheterna till en omedelbar förändring i politiken, där kung Fredrik Wilhelm I, som tidigare varit öppen för en allians med August II, nu blev mer försiktig och avvisade sachsiska förfrågningar om hjälp. I Wien och vid andra europeiska hov möttes de sachsiska diplomaternas vädjanden om stöd med tystnad och kalla axlar, då ingen längre ville associera sig med August II. I Frankrike hälsades den svenska segern med flera lovord, då det sachsiska nederlaget innebar ett allvarligt hot mot de tyska furstarna som stred på den engelska och kejserliga sidan i det spanska tronföljdskriget. Detta tvingade dem att hemkalla sina trupper, vilket gav Frankrike en välbehövlig andningspaus i kriget. Slaget öppnade vägen för svenska styrkor att avancera djupare in i Tyskland, vilket ökade osäkerheten om vad Karl XII nästa drag skulle bli. Slaget vid Fraustadt innebar inte bara en militär triumf för svenskarna utan även en personlig seger för Rehnskiöld, som upphöjdes till kungligt råd, greve och fältmarskalk. På grund av sina egna strapatser i Litauen dröjde det dock ändå till i början av april innan Karl XII personligen gratulerade Rehnskiöld:
| ” | ]...] Jagb kan nu intet längre dröija at önska H. Generalen mycken lycka till dhen kiäcka och stora drabbningen, som Generalen hållit medh Saxerna. Dhet är säkert een så ful-kommen och stålt seger, som vår herre dhenna gången har gifvit, så at han intet kan vara större. Och iagh frögdar migh öfvermåttan, at H. Generalen och dhe brafva rege-menterna hafva hafft dhenna förnöijelsen till at hålla een så skarp och lustigh lek. | „ |
| – Karl XII, Utdrag ur Karl XII:s brev till Rehnskiöld daterat 7 aprilj (SS) 1706 i trakten av Slonim. | |   |

### Invasionen av Sachsen

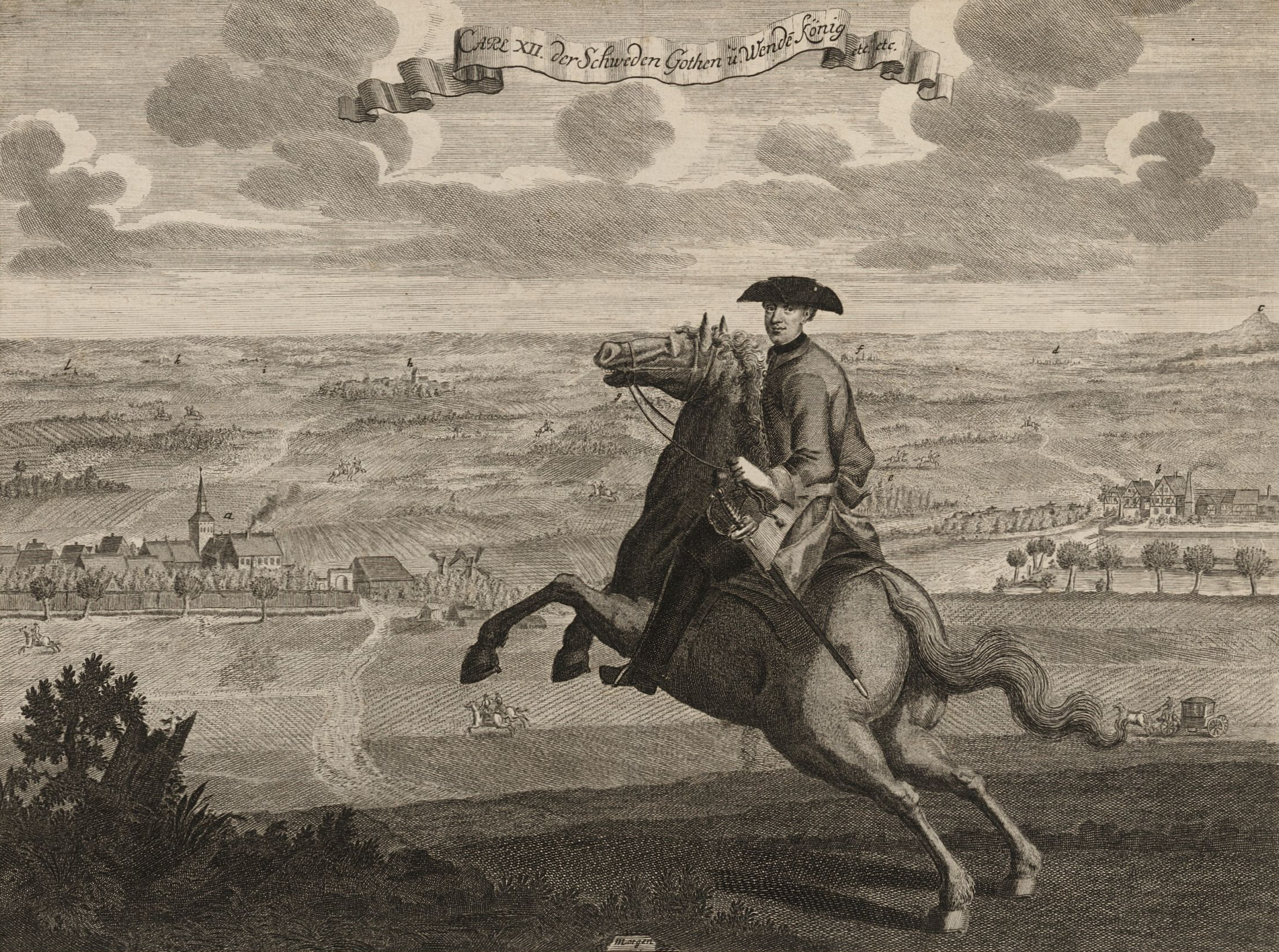
Karl XII i Altranstädt (1706) av Johann Theodor Boetius.

Den 2 mars 1706 utsågs Schulenburg till överbefälhavare för Sachsens armé med uppdraget att återupprätta dess stridsduglighet efter det förödande nederlaget vid Fraustadt. Den sachsiska armén var kraftigt försvagad med endast omkring 5 600 man kvar, men Schulenburg hoppades genom värvningar och återtagande av deserterade soldater kunna öka styrkan till 10 0000 man. Detta var dock en ansträngande uppgift som mötte stort motstånd, inte minst från den sachsiska civilbefolkningen, som trots rädslan för en svensk invasion var ovilliga att bidra. Situationen förvärrades ytterligare av splittringen bland överbefälhavarna, vars tid upptogs av interna konflikter istället för att stärka det sachsiska försvaret. Dessutom var rekryteringsproblemen betydande och de nyuppsatta förbanden nådde sällan full styrka. Medan Schulenburg kämpade med att få ordning på armén, väntade man spänt på Karl XII:s nästa drag. Rehnskiöld förberedde sina trupper inför en invasion av Sachsen så snart Karl XII återvände från sina operationer i Litauen. Den 20 maj anlände ett kejserligt sändebud, Philip Ludwig von Zinzendorf, till Rehnskiölds härläger för att undersöka svenskarnas avsikter. Zinzendorf antogs försöka förhindra en svensk marsch genom det kejserliga Schlesien eller kräva politiska motprestationer för att tillåta den. Karl XII visade dock ingen vilja att kompromissa och fortsatte sina förberedelser för invasionen.
I augusti 1706 bröt Karl XII med sin huvudarmé upp och började sin marsch mot Sachsen. Rehnskiölds armékår, som hade varit självständig fram till dess, förenades med huvudarmén. Invasionen mötte litet motstånd och de få sammandrabbningar som skedde resulterade i svenska segrar. Schulenburg, som inte kunde mäta sig med den överlägsna svenska styrkan, försökte istället rädda resterna av sin armé genom att ställa dem i kejserlig tjänst. Samtidigt i Polen planerade August II att med en kombinerad sachsisk-rysk armé göra marionettkungen Stanislaw Leszczynski maktlös. Men Karl XII:s framryckning mot Sachsen tvingade August II att förhandla. Den 14 september 1706 slöts freden i Altranstädt, där August II avstod från den polska tronen och erkände Stanislaw som ny kung. Förutom detta tvingades August utlämna den svenske fienden Johann Patkul, som senare avrättades av svenskarna. En uppgörelse från August II:s sida var att avtalet skulle hållas hemligt för Peter I av rädsla för dennes reaktion.
Efter fredsavtalet fortsatte dock August med sitt dubbelspel. När han i hemlighet ratificerade fredsavtalet den 5 oktober, beordrade han samtidigt en attack på en svensk armékår under befäl av Mardefelt, som efter Fraustadt blev utnämnd till general i infanteriet. Den 19 oktober överfölls och besegrades Mardefelts styrkor i slaget vid Kalisch, utan att Mardefelt fått besked om att fred hade slutits. Slaget fick dock ingen större betydelse för den övergripande situationen, men det förvärrade kaoset i Polen där Stanislaw till slut tvingades fly till Sachsen. Den ryska ockupationen av Polen och nederlaget vid Kalisch ökade den polska befolkningens lidande och dämpade förhoppningarna om fred. August II återvände till Sachsen via en lång omväg för att undvika både svenskar och ryssar. Under ett års tid kunde svenskarna uppehålla sig i Sachsen och livnära sig på landets resurser. Freden vid Altranstädt blev Karl XII:s sista fredsavtal innan hans armé lämnade Sachsen i augusti 1707 för att inleda sitt fälttåg mot Ryssland.

## I historieskrivningen

### Massaker eller inte?
Vid efterdyningarna av slaget uppstod rykten om att svenska trupper hade avrättat alla ryska krigsfångar. Enligt vissa källor skulle svenskarna ha haft order att inte ge någon nåd åt ryska soldater. Ryktena förstärktes av svensk krigspropaganda, som beskrev hur alla ryssar hade massakrerats under slaget. Enligt propaganda tvingades fiendens infanteri, främst bestående av ryssar, undfly svenskarna och därefter ska de ha blivit nedhuggna i stort antal. En skrift som skildrade denna händelse var en dagboksanteckning skriven av soldaten Joachim Matthiæ Lyth i Västmanlands regemente, och som lyder följande:
| ” | ... beslöto dem så å andra sidan staden så månge de ännu öfrige woro ock actionen intet fullit, då de ock straxt kastade sitt gevär neder, togo sina hattar af sig och ropade om pardon, som saxarne öfwer alt bekommo, men ryssarne intet, utan lät H:s Exell:s H:r General Renschiöld straxt formera en cretz af dragoner, cavallerie och infanteri, utj hwilken sig alla öfwerblefne ryssar församla måste, ungefär wid pas 500 man, som straxt utan någon nåd i cretzen blefwo ihiälskutne och ihiälstuckne, att de föllo öfwer hwarandra som slacktefår. | „ |
| – Joachim Matthiæ Lyth, Ur Joachim Matthiæ Lyths dagbok. Lyth var soldat i Västmanlands regemente och deltog i striderna vid Thorn, Fraustadt, Holowczyn och Poltava. Efter kapitulationen vid Perevolotjna hamnade han i rysk fångenskap och kom hem till Sverige 1722. Lyths dagboksanteckningar från kriget och fångenskapen utgavs av August Quennerstedt i Karolinska krigares dagböcker. | |   |

Ryktena om en massaker spreds och fick fäste, även bland svenska och internationella historiker, som långt senare fortsatt att reproducera denna bild. I sin biografi om Karl XII beskrev Voltaire hur de ryska fångarna ska ha bett för sina liv men skoningslöst blivit massakrerade i flera timmar efter striden. Varifrån Voltaire fick denna information förblir oklart, men hans beskrivning har påverkat eftervärldens uppfattning om händelsen. Historiker och författare som Eirik Hornborg, Sverker Oredsson, Peter Englund och Bengt Liljegren har använt Voltaires berättelse för att beskriva händelsen som en av de värsta i svensk militärhistoria och som en hämnd för tidigare ryska aggressioner mot svenska soldater. Författaren Herman Lindqvist gav siffran 6 000 massakrerade ryska soldater i sin bok När Finland var Sverige (2013).
Historikern Oskar Sjöström har redogjort att moderna historiker har tenderat att ta Voltaires skildring som sanning och framställt händelsen som den värsta massakern på försvarslösa soldater i svensk historia. De har inte gått tillbaka till primärkällor för att granska händelsen närmare. Således har massakern beskrivits som en hämndaktion för tidigare övergrepp, trots att sådana kopplingar enligt Sjöström saknar stöd i samtida dokumentation. Istället har man förlitat sig på Voltaires antaganden, vilket har lett till att framställningen av händelsen har eskalerat i grymhet. Sjöström har framfört bevis för att ryska fångar faktiskt togs vid Fraustadt, inklusive en lista över fångar från slaget som innehöll omkring 340 "moskoviter" och dokumentation om att 260 ryska fångar hade skickats till Svenska Pommern. Dessutom lyckades cirka 1 800 ryska soldater undkomma slaget, vilket motsvarade ungefär en tredjedel av de ryska trupperna som deltog i striden. Den faktiska massakern omfattade omkring 500 ryssar, men detta verkade ha blandats ihop med det svenska kavalleriets förföljelse av det flyende ryska infanteriet. Förföljelsen ledde till stora förluster, men inte enbart för ryssar utan också för sachsiska soldater.

### Rehnskiölds stridstaktik
En annan myt som uppstod kring slaget vid Fraustadt är att general Rehnskiöld planerade slaget efter Hannibals seger mot romarna i slaget vid Cannae 216 f.Kr., där Hannibal använde en taktik som kallades "dubbel omfattning". Historiker har länge jämfört Fraustadt med Cannae, men enligt Sjöström stödjer bevisen inte denna jämförelse. Rehnskiölds plan innebar ett frontalanfall längs hela den svenska linjen och det som ibland framställs som en dubbel omfattning var snarare en improvisation som uppstod under slagets gång. Myten om att Fraustadt var ett "andra Cannae" uppstod först 1918, när svenska generalstabens historiker skrev om det som ett slag av världshistorisk betydelse. Denna myt har sedan okritiskt upprepats av historiker under nästan 100 år.

## Kulturella referenser
Slaget skildrades i låten Ett slag färgat rött av det svenska power metal-bandet Sabaton, och som ingår i deras album Carolus Rex från 2012. Slaget nämns också i låten Karl XII av vikingarockgruppen Odins Änglar.